# Antiga Roma
|  | «Romans» redirigeix aquí. Vegeu-ne altres significats a «Romans (desambiguació)». |

República Romana (510 aC-40 aC)
Imperi Romà (20-360)
Imperi Romà d'Occident (395-480)
Imperi Romà d'Orient (395-1453)

L'antiga Roma és l'estat fundat per la ciutat de Roma en l'edat antiga i la civilització que en sorgí, basada en la cultura llatina.
Inicialment regida sota la forma de monarquia, va esdevenir una república, i finalment un imperi que va acabar controlant la major part del Mediterrani i de l'Europa Occidental. Roma va ser un imperi pan-mediterrani, més que europeu i mai va aconseguir establir-se fermament més enllà del Rin i el Danubi. L'Imperi Romà va decaure i la part occidental es va disgregar en un seguit de regnes independents durant el segle v. L'edat mitjana és el període que segueix la caiguda de l'Imperi Romà d'Occident, que es considera tradicionalment el 476. La part oriental, l'Imperi Romà d'Orient, va sobreviure fins a desaparèixer definitivament el 1453. La civilització romana, juntament amb la grega formen l'antiguitat clàssica europea, que ha tingut una influència cabdal en la civilització occidental, en art, literatura, lleis, lingüística, etc.

## Història

### Monarquia

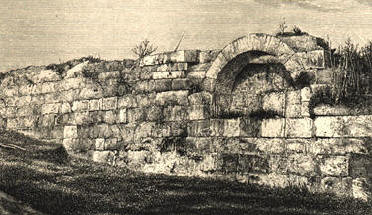
Muralla atribuïda per la tradició al rei Servi Tul·li. Gravat del

La ciutat de Roma va créixer dels assentaments a la vora del riu Tíber, un encreuament de tràfic i comerç. D'acord amb l'evidència arqueològica la vila de Roma va ser fundada probablement durant el segle ix aC per dos membres de les tribus centrals italianes: els llatins i els sabins. Durant aquest període, Roma va ser governada per una successió de set reis que exercien un poder gairebé absolut malgrat l'existència de les assemblees romanes i el Senat. L'últim rei, Tarquí el Superb, va ser deposat i exiliat el 510 aC, després d'haver comès seriosos abusos. El Senat va determinar que cap altre rei governaria Roma i es va establir el sistema republicà.

### República

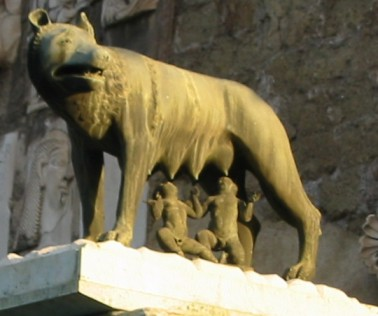
Ròmul i Rem sota la Lloba Capitolina

La República Romana va ser creada el 509 aC, establint un sistema de magistrats electes anualment. Els més importants eren els dos consols, que exercien l'autoritat executiva anomenada imperium i el comandament militar. Tanmateix, els cònsols havien de contendre amb el Senat, originalment un consell de la noblesa (els patricis), que creixeria en grandària i poder amb el temps. Originalment només els patricis podien ser magistrats però després es va permetre l'entrada del poble comú, o els plebeus.
Els romans van sotmetre gradualment els altres pobles de la península italiana, incloent-hi els etruscs. Els romans van assegurar les seves conquestes fundant colònies en àrees estratègiques i establint un control estable de les regions. Durant la segona meitat del segle iii aC, Roma es va enfrontar amb Cartago en la primera Guerra Púnica. Aquestes guerres van permetre la conquesta dels primers territoris fora de la península italica, Sicília i Ibèria, consolidant Roma com a potència imperial. Després de la derrota del Regne de Macedònia i de l'imperi Selèucida al segle ii aC, els romans es van convertir en el poble dominant del mar Mediterrani.
Tanmateix, el poder a l'exterior va dur a les disputes interiors. Els senatores es van enriquir a costa de les províncies, però, els soldats, majoritàriament pagesos, es trobaven lluny de llurs llars i no podien treballar la terra; va augmentar el nombre d'esclaus estrangers. Les despulles de la guerra, el mercantilisme amb les noves províncies, i els impostos sobre l'agricultura van produir una nova oportunitat de riquesa per a les classes baixes, formant una nova classe de comerciants: l'orde eqüestre. Encara que els eqüestres tenien molts recursos, encara eren considerats membres de la classe baixa, els plebeus, i per tant, no podien accedir al poder polític. El Senat renyia constantment, bloquejant les reformes agràries i no va donar als eqüestres una veu al govern. Grups violents dels desocupats, controlats per senadors rivals, intimidaven els votants violentament. La situació va esclatar a la fi del segle ii aC amb els germans Gracs, dos tribuns que tractaven d'aprovar una reforma agrària que redistribuïa les terres dels patricis entre els plebeus. Ambdós van ser morts però el Senat va aprovar algunes de llurs reformes per tal d'apaivagar als plebeus i a la classe eqüestre. Negar la ciutadania romana a les ciutats aliades itàliques va dur a la Guerra Social del 91 al 88 aC. Les reformes militars de Gai Màrius van augmentar la lleialtat dels soldats al comandant però no pas a la ciutat. Això culminaria amb la dictadura brutal de Luci Corneli Cinna el 81 al 79 aC.
A mitjans del segle i aC, tres homes, Juli Cèsar, Pompeu i Crassus van fer un pacte secret, el primer triumvirat, per controlar la república. Després de la conquesta de la Gàl·lia de Cèsar, l'estancament de les relacions entre Cèsar i el Senat va produir una guerra civil en què Pompeu encapçalava les forces del Senat. Cèsar va sortir victoriós i va ser declarat dictador vitalici. El 44 aC Cèsar va ser assassinat pels senadors, que temien la restauració de la monarquia, i un segon triumvirat, integrat per l'hereu designat de Cèsar, August i els seus ajudants, Marc Antoni i Lèpid va prendre el poder. Tanmateix, aquesta aliança es va desintegrar amb una lluita pel poder. Lèpid va ser exiliat i quan August va derrotar Marc Antoni i Cleòpatra VII d'Egipte en la batalla d'Àccium el 31 aC, es va convertir en el governador indisputat de Roma.

### Imperi Romà

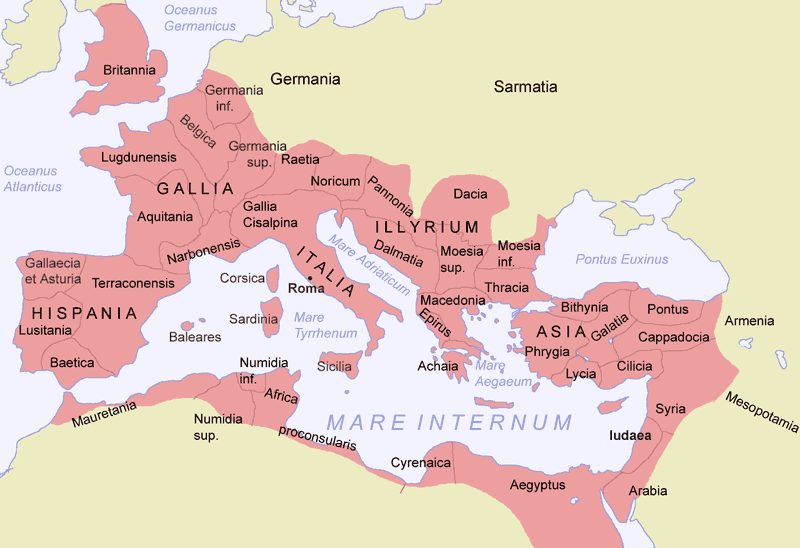
Màxima expansió de l'Imperi Romà amb Trajà.

Amb la derrota dels seus enemics, August va prendre el poder absolut, conservant només una imatge de la forma republicana de govern. El seu successor designat, Tiberi, va prendre el poder sense guerra ni sang, establint una dinastia que acabaria amb la mort de Neró el 68 dC. L'expansió territorial de l'imperi va continuar, l'estat es va afermar, malgrat la perspectiva que el poble tenia dels emperadors com a corruptes. El govern de Neró va ser succeït per la dinastia Flàvia. Durant el regnat dels «cinc bons emperadors» (del 96 al 108 dC), l'imperi va arribar al seu zenit territorial, econòmic i cultural. L'estat podia defensar-se de qualsevol amenaça interna i externa i l'imperi va prosperar durant el període conegut com la Pax Romana ('Pau Romana'). Amb la conquesta de Dàcia durant el regnat de Trajà, l'imperi va assolir la seva màxima expansió territorial: el domini romà abastava 2,5 milions de quilòmetres quadrats.
El període del 180 al 235 va ser dominat per la dinastia Severa. Va ser un període de governants incompetents. La creixent influència de l'exèrcit en la successió imperial va produir un col·lapse imperial conegut com la Crisi del segle iii. Aquesta crisi va acabar amb el govern de Dioclecià que el 293 va dividir l'imperi en dos, governats per una tetrarquia integrada per dos coemperadors i dos col·legues. El 330 l'emperador Constantí va establir la capital de l'imperi a Constantinoble i el 364 l'imperi va ser formalment i permanentment dividit entre l'Imperi Romà d'Orient (conegut després com a Imperi Romà d'Orient i l'Imperi Romà d'Occident.
L'imperi d'Occident va ser constantment atacat per les invasions barbàriques al llarg dels segles. El 410 Roma va ser saquejada i el 4 de setembre, 476, el cap germànic Odoacre va deposar Ròmul Augústul, l'últim emperador romà. Així, després de 1.200 anys, el govern de Roma va finalitzar. L'imperi d'Orient, però, va sobreviure fins a la conquesta de Constantinoble el segle xv.

### Caiguda de l'Imperi Romà d'Occident

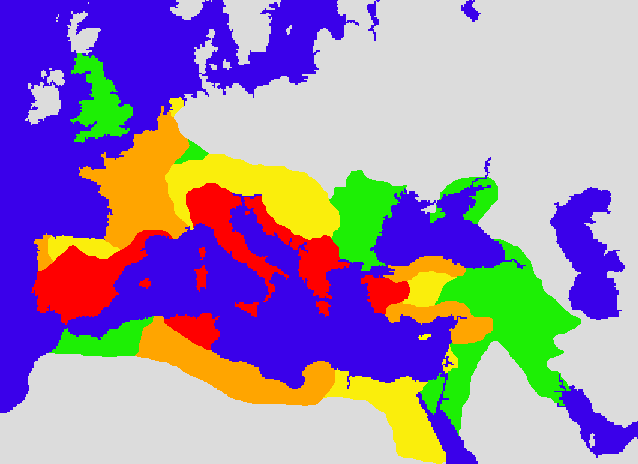
Mapa de l'Imperi Romà a l'any 133 aC (vermell), 44 aC (taronja), 14 dC (groc), i 117 dC (verd).

La caiguda de l'Imperi Romà d'Occident és el procés de decadència que va portar a la fragmentació de l'Imperi Romà d'Occident l'any 476.
Cap al segle iv, Roma seguia dominant un extens imperi, que tenia com a eix el mar Mediterrani. La civilització romana s'estenia des del Rin i el Danubi fins al Sàhara, des de l'occident d'Hispània fins a Mesopotàmia.
El triomf del cristianisme, que va ser convertit en religió oficial per l'emperador Teodosi I el gran en acabar del segle iv, consolidava encara més aquesta unitat. Però, en aquell moment, aquest immens imperi patia una greu crisi que a la llarga acabaria amb la seva existència. Era un gegant cansat després de diversos segles d'expansió i esforços.
Alguns símptomes d'aquesta decadència eren:
- La corrupció dels alts càrrecs de l'Administració.
- La passivitat del ciutadà davant problemes i obligacions.
- El retrocés del comerç per l'excés d'impostos que havien de pagar els comerciants i artesans.
- La decadència de les ciutats, abandonades per les classes altes, instal·lades en les seves vil·les d'esbarjo.
- Crisi de la classe mitjana, aclaparada per les pressions fiscals.
- Un greu descens demogràfic.

L'exèrcit es conservava encara fort, malgrat que era cada vegada més freqüent l'allistament de germànics, que ocupaven fins i tot alts càrrecs de comandament.
A part d'aquesta situació, ja de per si greu, una forta amenaça assetjava Roma. Es tractava de la pressió que sobre els seus limites o fronteres feien els pobles germànics. La derrota i mort soferta per l'emperador d'Orient Valent l'any 378 enfront dels visigots, en la Batalla d'Adrianòpolis, va ser un seriós avís.
El seu successor Teodosi I el Gran (379-395) tenia a les seves mans la difícil empresa d'injectar nova vida a l'imperi, i la seva gestió va ser afortunada. Va aconseguir detenir la temuda allau germànica i de la seva època es parla com un «renaixement teodosià». Però quan va morir tot va seguir com abans, i fins i tot es va agreujar.
Per realitzar millor la defensa i administració de l'imperi, Teodosi el va dividir entre els seus dos fills, donant a Honori Occident i a Arcadi l'Orient. No obstant això, aquesta decisió va significar el trencament decisiu de la unitat romana, en seguir els dos territoris destins molt diferents. L'Imperi d'Orient, salvat de la invasió germànica, viurà, amb el nom d'Imperi Romà d'Orient, mil anys més que el d'Occident, que sucumbirà l'any 476.

## Estructura social i política

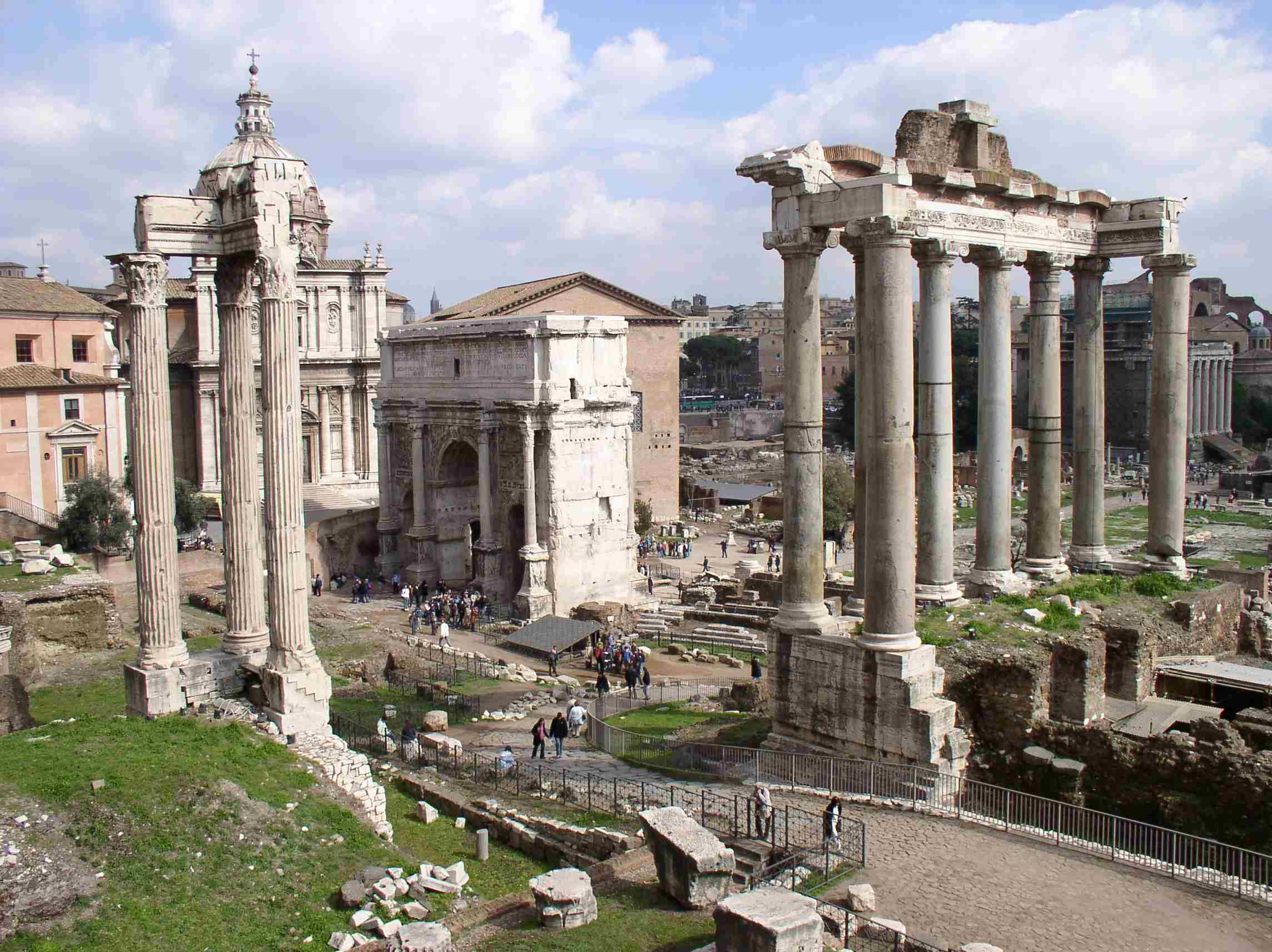
Ruïnes del Fòrum Romà.

La primera estructura social i política dels llatins va ser la família: el pare (pater familia), la dona (unides al pare de família pel ritu sagrat de la torta), els fills, les dones dels fills, els fills dels fills, i les filles no casades. De l'agrupació d'algunes famílies del mateix tronc, van sorgir les gentes, i d'un conjunt de famílies van sorgir les tribus. La família estava formada pels més pròxims (agnados), però a mesura que la família s'estenia es formava la gens o raça d'un tronc comú, integrada per la família pròpiament esmentada (adnati) i pels gentils, tots aquells procedents del mateix avantpassat.
S'arribava a ser membre de la gens per naixement, per admissió o per entrar a formar part d'una família pertanyent a la gens. Més tard es va admetre també els clients en les gentes. Es deixava de pertànyer a una gens per mort, per entrar en una altra gens o per perdre la ciutadania o la llibertat. Tots els membres de la gens portaven un nom gentilici, que se suposava era el de l'avantpassat comú, i realitzaven un culte comú a una divinitat que se suposava protectora de la gens.
El cap de cada gens era el pater. Cada gens podia tenir normes específiques i costums i usos particulars. Cada gens disposava d'un lloc comú d'enterrament. Entre els membres de les gentes existia el deure de prestar-se mútuament auxili i d'exercir la tutela sobre aquells que no tenien parents agnats; en cas de mort sense parents agnats, el pater de la gens era cridat a la successió intestada.
Els membres de les gentes eren anomenats patricis (això és, descendents de patres) i també quirites (guerrers o llancers) i durant molt temps van ser els únics que van gaudir del poder polític i de la plenitud de drets a Roma. La seva extensió i l'augment del poder de l'Estat va provocar la seva desaparició com a entitat política al cap d'uns segles. Cada gens o tribu tenia un punt comú d'encontre, generalment per al culte religiós (encara que no exclusivament amb aquesta finalitat), punt que constitueix l'embrió de les civitas (ciutats).
Als primers ciutadans romans se'ls anomena patricis o patres perquè, o bé són pares de família (pater famílies) o bé són fills de pares de família vinculats a l'obediència paterna (els fills homes no arribaven a la condició de pare de família fins que el pare moria i s'independitzaven però es donava per descomptat que arribarien a aquesta condició). Els fills dels patricis, en complir 17 anys (més tard l'edat va ser rebaixada fins als 14 anys) adquirien la condició de ciutadans plens (amb aquest motiu celebraven una festivitat que deixaven de vestir la toga praetexta, pròpia dels nois, i es col·locaven la toga virilis, pròpia dels homes), però continuaven subjectes a la potestat del pare fins que aquest moria.
Als patricis correspon el dret ple de ciutadania: formen el poble i són d'entre els habitants els de classe social més elevada. Els seus drets eren: el sufragi, el desenvolupament dels càrrecs públics polítics o religiosos, el dret a assignació de terres públiques, els drets civils propis de les gentes (tutela, successió, potestat ...), el dret de contraure matrimoni amb altres membres de les gens, el dret de patronat, el dret de contractació (l'únic que s'estenia també als no patricis lliures) i el dret a fer testament (el conjunt d'aquests drets constituïa el ius quiritium o ius civitatis). Com a deures citarem: el servei militar i el deure a contribuir amb certs impostos al sosteniment de l'Estat.

### Classes socials
La societat romana, com moltes altres societats antigues, es basava en la desigualtat, i com en tota societat desigual, la tensió entre les classes i la seva dialèctica és el motor de la seva història i la seva principal característica.
Les classes que es van distingir van ser cinc: patricis, plebeus, esclaus, clients i lliberts. La tensió entre patricis i plebeus i les rebel·lions dels esclaus van ser les més importants notícies polítiques; les tres primeres van ser les classes amb major activitat política; les altres dues, menys.
Aquesta organització social no va ser estàtica durant tota la història de l'antiga Roma. Hi va haver tensions, canvis i evolució.

### El senat

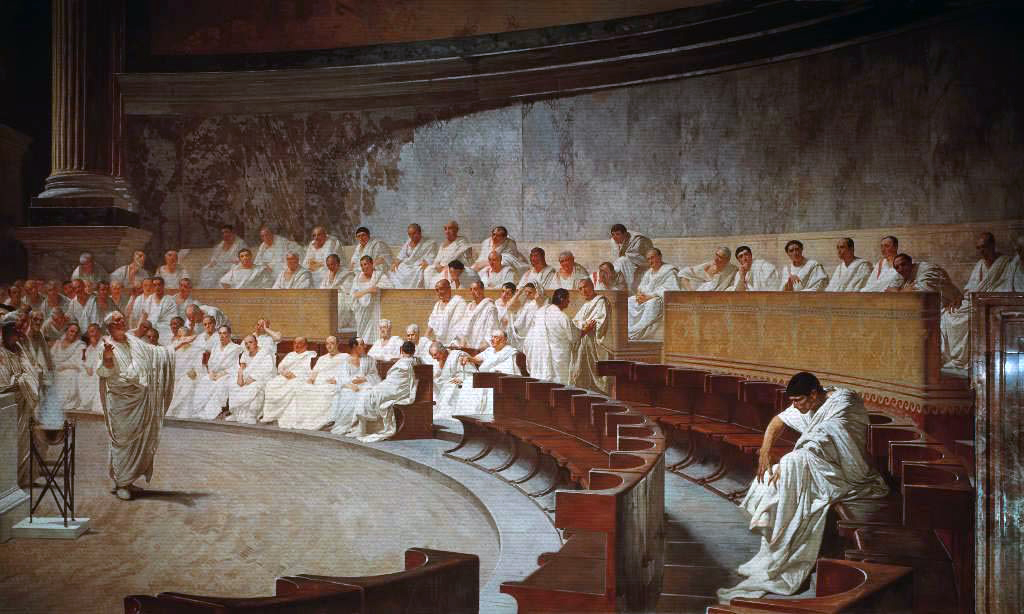
Representació d'una sessió del Senat: Ciceró denúncia a Catilina. Fresc de Cesar Maccari (Palazzo Madama, Roma, 1880).

Enfront del rei s'erigeix la institució del Consell d'Ancians (senatus) per contrarestar a la institució reial.
Els primers senadors són els representants designats per cada gens. Tenen caràcter vitalici. Com el nombre de gens és invariable (les successives famílies sorgeixen sempre d'un tronc comú i, per tant, s'integra en alguna de les gentes existents) també és invariable el nombre de senadors.
No obstant això, hi havia una excepció: quan un senador moria el rei estava facultat per nomenar un substitut temporal (fins a la designació del substitut designat per la gens). El costum del nomenament reial va acabar concedint al rei l'elecció dels senadors.
El senat era un òrgan merament consultiu, però sent emanat del poble, el rei el convocava sovint i considerava les seves propostes. Les seves reunions se celebraven en el comitium (fòrum) en una sala anomenada bule. Més endavant hi havia un grup de gent que decidia qui anava a enfrontar al rei i qui manejaria les entrades de plata.

## Justícia romana
L'Emperador tenia atribucions judicials, juntament amb els pretors i els seus llegats, i en les ciutats confederades els magistrats locals, quan els havia, o si no n'hi havia als governadors provincials (que tenien atribuït impartir justícia) o els seus llegats. Els pretors instruïen el procés i un jutge jurat (Iudex) decidia. Els magistrats definien el punt del drets (ius) però la seva aplicació (judicium) corresponia a altres ciutadans (jutges integrats en la decurias judicials). Un magistrat especial de Policia anomenat edil exercia la potestat sobre litigis relatius a compres i vendes en mercats públics, i la seva jurisdicció s'estenia també a altres qüestions d'ordre que podien ser sancionades amb multes. Per les classes més baixes, i per certs delictes menors, existien els triunviri o jutges nocturns (Tres viri nocturni) i altres magistrats del grup anomenat dels vigintisexvir, que per desaparició d'algunes de les seves magistratures s'havia convertit en els vigintivir, que assumien també funcions administratives. Per les causes civils menors en diversos municipis existien els anomenats jutges menors.
Molts emperadors es van arrogar el consolat, el poder tribunici i facultats d'altres magistratures, entre elles la censura (que estava dotada de nou de les atribucions republicanes i especialment la designació de Senadors). Els poders consulars van passar doncs, als Emperadors, que exercien virtualment com dictadors. Per assessorar a l'emperador en els assumptes polítics es va instituir el Consilium princeps.
Els pretors, que van augmentar fins a 16, conservant les seves atribucions i exercien a més el comandament a províncies. El pretor peregrí va haver de desaparèixer després de la concessió universal de ciutadania de Caracal·la. Els censors també van conservar les seves funcions encara que van perdre la designació de senadors que pas a un triumvirat especial, però Claudi els reintegrà aquesta atribució que van conservar algun temps (Domicià les va assumir ell mateix). El poder tribunici, ja en decadència, passà també als Emperadors encara que es van seguir nomenant tribuns amb poders locals.
La magistratura dels tribuns militars va perdre importància al passar el comandament de la legió a llegats imperials, encara que van seguir existint amb un comandament però reduït.
El Prefecte de l'Urbs va assumir algunes funcions d'ajuda a l'emperador (per exemple respondre a les queixes dels súbdits) però va perdre les seves antigues funcions. Els qüestors (llevat del qüestor principal) van ser posats sota dependència del Prefecte de l'Urbs. Els edils (es van crear diverses magistratures d'edils) i els tribuns (quan es van nomenar) van assumir funcions municipals d'administració de Roma. Van sorgir noves magistratures: el prefecte de l'annona, el prefecte del pretori, i altres edils municipals especialitzats.
Amb Hadrià es va iniciar l'experiència de nomenar quatre jutges suprems per damunt dels jutges locals. El seu successor Antoní Pius va suprimir a aquests jutges, però van ser instaurats de nous en temps de Marc Aureli.
- Jurisdicció ordinària. La justícia romana es canalitzava mitjançant la jurisdicció ordinària (Ordo judiciorum) per casos civils i alguns criminals (i exclosos els relatius a accions contra l'Estat). La majoria de les magistratures republicanes van seguir existint sota l'imperi. La durada de les magistratures majors va ser sovint vitalícia i no es requeria cap període intermedi entre dos exercicis. Diversos emperadors van practicar la venda de les magistratures i d'absolucions amb finalitat d'aconseguir una major recaptació per al Tresor Públic.
- Jurisdicció extraordinària. Existia també el procediment extraordinari, que se seguia en certes causes civils i criminals més importants, en les quals en lloc de decidir el Iudex decidia un Jurat. Presidia el judici generalment un pretor. Aquest procediment era utilitzada per les Comissions especials temporals i permanents pels casos de concussió (Repetundarum) en l'administració provincial, assassinat (Desicariis) i enverinament (Veneficiis) i probablement corrupció d'àmbit electoral i altres crims. En diversos períodes van existir comissions per altres crims. Les comissions estaven formades pels membres del Senat o per cavallers, o per ambdós.
- Tribunal dels 105. Un tercer àmbit d'actuació de la Justícia era El Tribunal dels 105 o dels centuvirs (Centumviralia Judicia) que instruïa processos que jutjava la propietat (actiones in rem o reivindicationes) i que era anomenat tribunal de la llança (Asta Centum vix ales) per la llança clavada davant els Jutges.
- Tribunal dels ducenaris. Un quart tribunal era el dels Ducenaris, creat per August, i que s'encarregava de judicis d'importància mitjana.
- Cinquena decúria. Finalment des de Cal·lígula, es creà una cinquena decúria judicial.

## Economia
Tot i que la vida se centrava a les ciutats, la majoria dels habitants vivien al camp, on conreaven la terra i tenien cura del bestiar. L'economia estava basada en el sistema de producció esclavista. El nombre d'esclaus d'una Hisenda era variable segons el tipus d'explotació, com més esclaus hi havia en una finca, menys bracers o jornalers calien, i sovint per evitar l'ús d'un nombre excessiu de bracers, es transformava una explotació agrària en una explotació ramadera. Una gran part dels esclaus eren presoners de guerra. Existien mercats d'esclaus, als que acudien els traficants. Molts esclaus portaven cadenes, i si estaven marcats amb el signe del senyor es deia que portaven el stigma o notatio.

### Els grans dominis
Els grans dominis variaven notablement en superfície depenent de la província. Conreaven aquests grans dominis els esclaus, i en els períodes de la collita es contractava a Politors, parcers lliures. El propietari no vivia ni treballava en la hisenda, la visitava periòdicament, encara que a vegades, quan estava en una província allunyada, podia no visitar-la mai. El seu funcionament estava confiat a un villicus (administrador).
Les dependències de la hisenda (Vila Rústica) comprenien: la casa de l'amo, els estables, els graners, els magatzems i els allotjaments del capatàs i dels altres esclaus. L'amo proveïa de vestits i calçats als esclaus, així com el blat, la sal i altres aliments (olives, peix salat, vi, oli…) en quantitat proporcional al treball de cadascú (demensum) per la qual cosa el capatàs, que era el més important però el que menys treballava rebia menys (encara que era el que tenia més possibilitats de ser manumès). A les ordres del villicus estava la villica, majordoma de la casa rural (cuinera, cuidadora del rebost, del galliner i del colomar). Seguien els bulbuci (llauradors), els criats, el somerer, el porquer i, si hi havia ramat, el pastor o pastors. Als esclaus se'ls comprava ja adults i quan estaven malalts o vells eren venuts.

#### Ramaderia
Les grans hisendes dedicades a la ramaderia estaven formades per terres de pastures i de boscos i la seva extensió era més gran que els grans dominis agrícoles (es pot dir que com a mínim superaven les dues-centes hectàrees, i en alguns casos arribaven fins a diversos milers). Un terç dels treballadors havien de ser homes lliures. Quan els Politor van desaparèixer van donar pas als Villici, jornalers dirigits pel Procurador o Intendent de la Hisenda. Algunes explotacions agrícoles van arribar a comptar centenars de bracers.
Dels ramats d'ovelles que pasturaven en les muntanyes durant l'estiu, i en els planes a l'hivern s'aprofitava la llana i la carn, apreciada en moltes províncies. La cura dels ramats corresponia gairebé sempre a esclaus que a l'estiu romanien amb el bestiar, fins i tot de nit, allotjant-se en cabanyes o enmig d'assetjats. El pastor gaudia de llibertat de moviments i se li donaven cavalls i armes
Els bous, destinats a les tasques agrícoles, procedien de compres i estaven castrats. Altres cavalls, bous, ases i mules eren destinats a la venda a pagesos, carreters i l'exèrcit. Els animals lliurats a colons o parcers eren cuidats per aquests que havien de retornar una part de les cries i una quantitat de formatge i llet. Hi havia també gallines i coloms que s'alimentaven sols. Es criaven conills i llebres i existien dipòsits de peixos. Els porcs blancs eren alimentats en estables, però els negres, semblants als senglars, pasturaven als boscos alimentant-se de garrofes, prunes, glans i pomes silvestres.

#### Agricultura

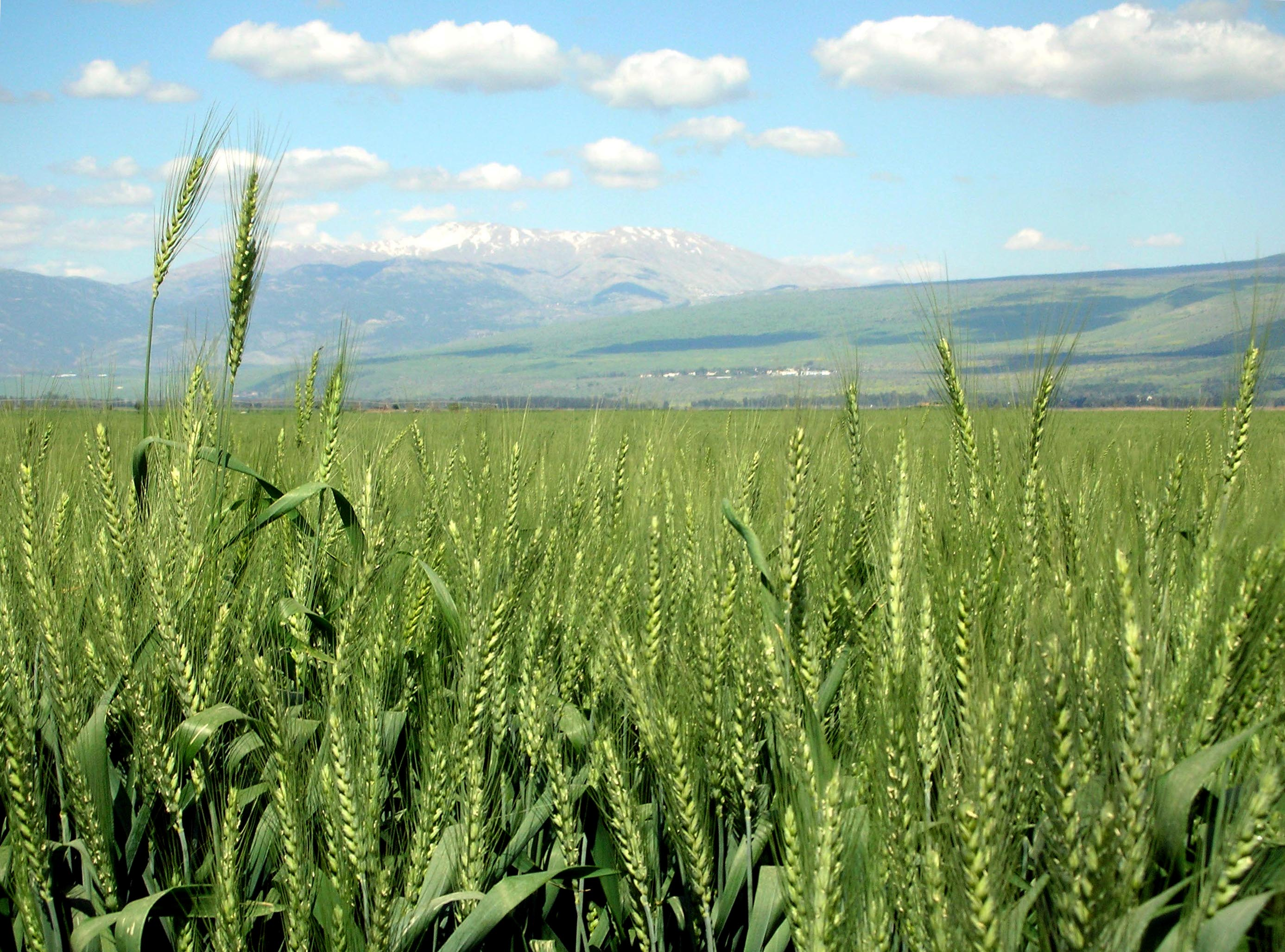
Conreu de blat

Les terres agrícoles eren encerclades amb oms, pins o xiprers, mentre que els prats i vergers eren assetjats amb tanques, estaques, fossats o murs de pedra, totxana o ciment. Els esclaus podien descansar en els dies festius i en els de pluja (entre 60 i 80 a l'any aproximadament) i després de la sembra, a l'hivern (uns 30 dies). Sovint els propietaris es prestaven els esclaus per ajudar-se desinteressadament o per un salari convingut. Rarament es contractava a treballadors estrangers llevat del temps de la sega que es necessitava més gent. Llavors es contractaven segadors als quals es pagava amb una part de la collita recollida. Hi havia fins i tot qui acudia a les collites amb els seus esclaus. Altres vegades l'amo venia la collita abans de recollir-la i el comprador feia la recol·lecció. Moltes vegades els amos posaven la collita en mans de Publicans. S'usaven la pala, l'aixada, el pic, el corró, la falç, la forca i altres eines. La feina era realitzat en gran part per esclaus (familia rustica) encapçalats per un capatàs (vilicus) que cobrava i pagava, comprava i venia, exercia la inspecció, i en absència de l'amo també castigava.
Els conreus més comuns eren els cereals, l'olivera, que es plantava enmig dels sembrats i la vinya cobrint els vessants dels turons entre les que no se sembrava. La sembra es feia a la tardor i excepcionalment en primavera. Es practicaven els regs i l'abonat amb fem, margues i vegetals, calç, argila i sorra; els prats naturals eren aprofitats i se'ls millorava amb regs artificials. Com arbres fruiters estaven les figueres, les pereres, les pomeres, el cirerer, l'albercoc, el taronger i el llimoner. Els arbres s'usaven per fusta de construcció.
En els dominis agrícoles s'usava un bou per cada 10 hectàrees aproximadament, que tiraven de l'arada romana. L'ase s'utilitzava preferentment en el transport (fem, llavors, productes…) i per moure les rodes dels molins de farina. Es disposava de vaques de les quals per la producció de llet. El cavall era per l'ús personal del propietari o es criava per vendre'l. S'usaven uns dos bous cada vint-i-cinc hectàrees. En els dominis agrícoles s'usava un bou per cada 10 hectàrees aproximadament, i un ase per cada 15 hectàrees.

### Els petits dominis
En la petita propietat es reproduïa la situació dels grans dominis, però el cultiu anava a càrrec exclusivament del propietari i de la seva família, i sols com a excepció treballen esclaus. Les quantitats d'animals i productes eren, per tant, menors. Si la propietat era molt petita es cultivava amb aixada, com un petit hort o jardí. El cultiu més estès eren els cereals, però el més productiu seguia sent la vinya, seguint després les hortalisses, l'olivera, i els productes derivats de la ramaderia. El cultiu menys rendible eren els cereals.

### Comerç

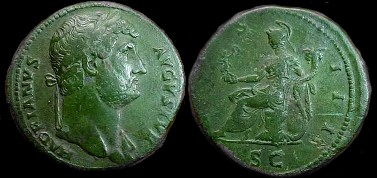
Un sesterci d'Hadrià

El comerç romà va ser el motor que va conduir a l'economia del final de la República i principis de l'Imperi. Modes i tendències de la historiografia i la cultura popular han tendit a no ocupar-se de la base econòmica de l'imperi en favor de lingua franca que va ser el llatí i les gestes de les legions. Tant la llengua com les legions reberen el suport pel comerç, sent al mateix temps part de la seva espina dorsal. Els romans eren homes de negocis i la longevitat del seu imperi es va deure al seu comerç.
Encara que en teoria els membres del Senat i les seves famílies tenien prohibit dedicar-se al comerç, els membres de l'ordre eqüestre sí que el van exercir, malgrat els seus aristocràtics valors que feien èmfasis en passatemps militars i activitats recreatives. Els plebeus i lliures tenien botigues o atenien llocs als mercats mentre grans quantitats d'esclaus feien gairebé tot el treball dur. Els propis esclaus eren a més objecte de transaccions comercials, i donada la seva alta proporció en la societat (comparada amb l'antiga Grècia) i la realitat de les fugides, les guerres servils i les revoltes menors, van donar un toc distintiu al comerç romà.
La intricada, complexa i extensa comptabilitat del comerç romà va ser efectuada amb l'ajut de taulers comptables i àbacs romans. Aquests, que usaven nombres romans, estaven especialment ideats per als comptes en monedes i unitats romanes.
El comerç era molt intens. A principis de l'Imperi el port romà de Myoshormes, va rebre mercaderies romanes per cinc milions de sestercis. L'Escítia servia de trànsit per les mercaderies de l'Índia (seda, bàlsams i pedres precioses); de Germània arribaven l'ambre i pedres precioses; d'Ístria i Rècia procedia el vi dolç i aromàtic; d'Il·líria, les pells i bestiar; del Nòric el ferro; de les Gàl·lies, cabres, cavalls, llana i or; dels Pirineus, teles i draps; d'Hispània, plata, mel, alum, cera, safrà, peix, blat, cànem i lli; de Britànnia, estany i plom; de Grècia, coure, mel, llanes, púrpures i oli; de l'Àsia Menor, ferro, fusta, goma i llanes; d'Aràbia, mirra, canyella, arbres olorosos i encens; de Pèrsia i Síria, seda i pells; de Tir, porpra; d'Etiòpia, perfums, marfil, cotó i feres.
Amb Claudi es va iniciar la concessió de monopolis comercials, que van fer augmentar el preu dels productes obligant a fixar el seu preu màxim per llei. Posat cas que algun monopolista retirés el producte de la circulació (augmentant el seu preu) el monopoli passava a un altre comerciant. La concessió de monopolis va ser freqüent en tota l'època imperial.

## La ciutat

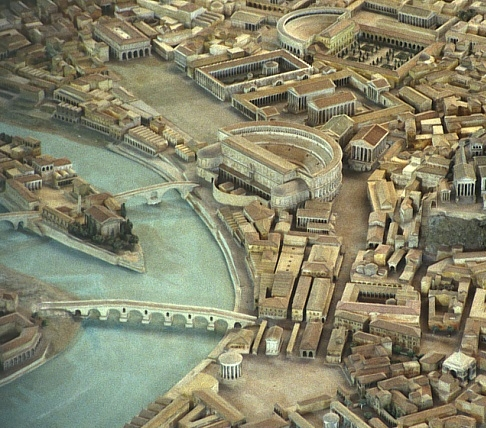
Representació de l'antiga ciutat de Roma.

La fundació de Roma s'atribueix a tres tribus: els Ramnes, els Ticis i els Lúcers. Aquests tres grups van fundar l'anomenada Roma quadrata a la Muntanya Palatina. Una altra ciutat fundada per un altre o altres grups en el Quirinal, es va unir a la Roma quadrata, sorgint així la civitas ('ciutat') anomenada Roma.
Als primers ciutadans romans se'ls anomena patricis (o patres), perquè o bé són pares de família (pater familias) o bé són fills de pares de família vinculats a l'obediència paterna (els fills homes no aconseguien la condició de pare de família fins que el pare moria i s'independitzaven, però es donava per descomptat que arribarien a aquesta condició).
Els fills dels patricis, en complir 17 anys (més tard l'edat es va anar rebaixant fins als 14 anys) adquirien la condició de ciutadans plens (amb tal motiu celebraven una festivitat en què deixaven de vestir la toga praetexta pròpia dels nois i es col·locaven la toga virilis, pròpia dels homes), però continuaven subjectes a la potestat del pare fins que aquest moria.
Als patricis correspon el dret ple de ciutadania: formen el poble i són d'entre els habitants els de classe social més elevada. Els seus drets eren: el sufragi, l'exercici de càrrecs públics polítics o religiosos, el dret a assignació de terres públiques, els drets civils propis de les gens (tutela, successió, potestat, etc.), El dret de contreure matrimoni amb altres membres de les gens, el dret de patronat, el dret de contractació (l'únic que s'estenia també als no patricis lliures) i el dret a fer testament (el conjunt d'aquests drets constituïa el ius quiritium o ius civitatis). Com obligacions citarem: el servei militar, i el deure de contribuir amb certs impostos al sosteniment de l'Estat.

### Ciutats dependents de Roma
Iniciada l'expansió territorial romana moltes ciutats van passar a dependre de Roma. Quan una ciutat se sotmetia a Roma a discreció, els seus ciutadans quedaven amb l'estatut jurídic de dediticios ( Dediticius). Encara que la majoria de les ciutats sotmeses a discreció ho van ser després de la Primera Guerra Púnica, probablement la institució és anterior.
Roma es reservava la sobirania eminent sobre aquestes ciutats, però els tornava l'usdefruit, amb excepció de l'ager publicus. Roma va reconèixer l'autonomia d'alguna d'aquestes ciutats però les seves terres van quedar sotmeses al delme de la collita, i en cas d'exempcions, aquestes es donaven a títol personal (per exemple als habitants d'una ciutat encara que conreessin terres en una altra ciutat). El delme es pagava generalment en espècie i el benefici permès al recaptador era limitat.
Les ciutats sotmeses a Roma, amb el seu territori rural inclòs, no tenien dret a declarar la guerra pel seu compte, però havien de declarar-la forçosament quan Roma ho fes. També tenien prohibit fer convenis de cap tipus amb altres Estats o ciutats. A més no podien encunyar moneda i eren les monedes romanes les que tenien curs legal en totes aquestes ciutats.
Hi havia diversos tipus de ciutats vinculades a Roma:
- Ciutats de dret romà. Algunes ciutats van rebre el dret complet de ciutadania romana (civitas òptim juri), especialment les antigues ciutats aliades de la Lliga Llatina, les ciutats savines i gran part de les del País Volsc. Al costat d'elles estaven les colònies que gaudien del dret de ciutadania.
- Ciutats llatines. Les ciutats subjectes anomenades llatines eren les altres ciutats de la Lliga Llatina que no havien rebut el dret de ciutadania, i les colònies de dret llatí (és a dir les colònies que no tenien dret de ciutadania). Els llatins i els romans eren iguals en les seves relacions privades, en els negocis, el comerç i les successions.
- Ciutats sense vot. Estaven en tercer lloc les ciutats amb dret de civitas però sense vot ( civitas sine suffragio), que encara que podien anomenar ciutadans, havien de suportar totes les càrregues cíviques (reclutament militar, impostos ordinaris, serveis i contribucions especials) sense compensació (sense dret a votar). Aquestes ciutats estaven administrades per als assumptes judicials per un prefecte anual designat pel Pretor de Roma. La seva administració civil estava en mans dels seus propis magistrats locals, generalment de l'aristocràcia.
- Ciutats confederades no llatines. Finalment estaven les ciutats confederades no llatines, els drets quedaven establerts pels tractats particulars concertades amb cadascuna d'elles. Aquestes ciutats subministren contingents a l'exèrcit en quantia prefixada per endavant, sent l'equipament del contingent a càrrec de la ciutat. Estaven governades per magistrats locals sorgits de l'aristocràcia.

## Exèrcit romà

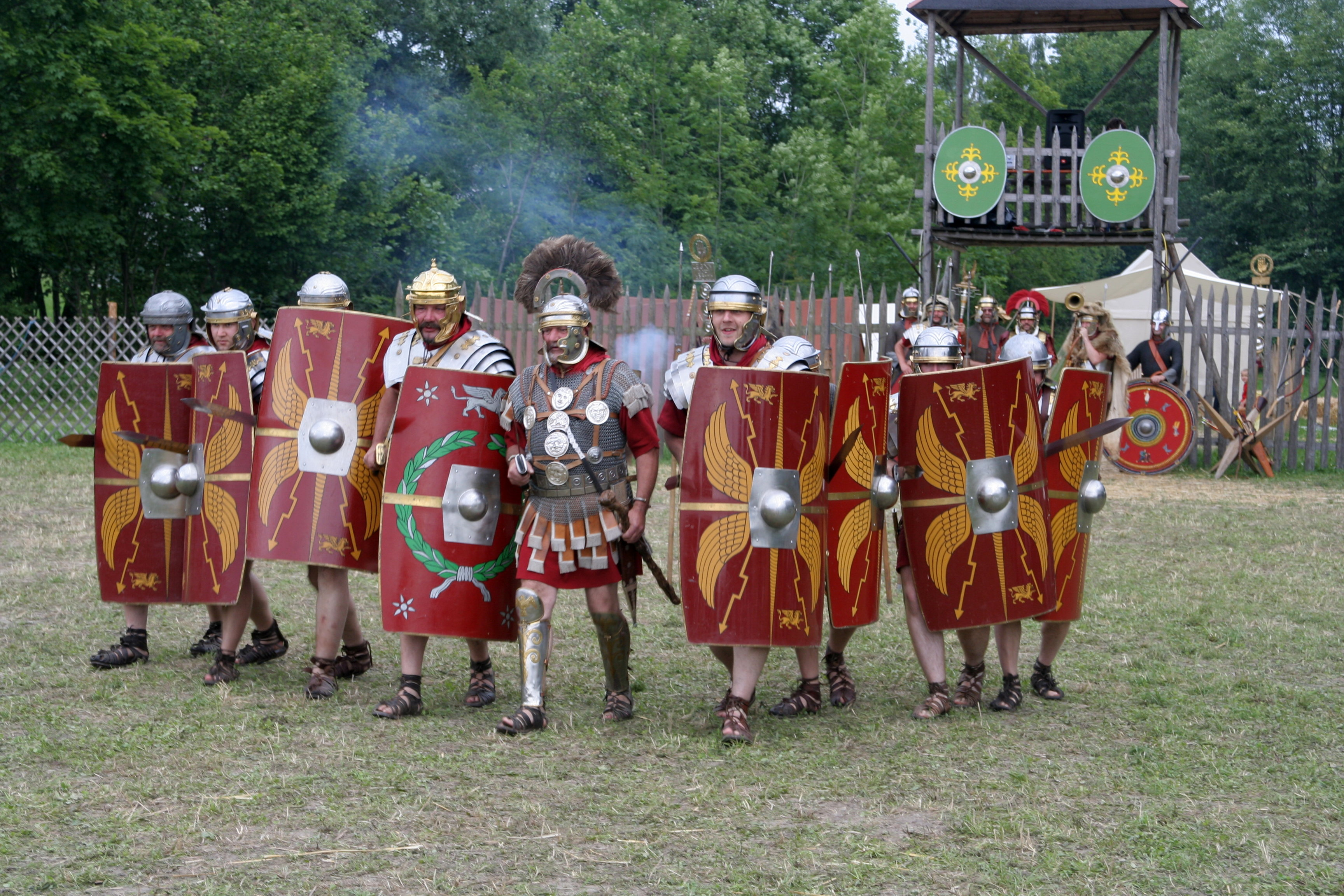
Reconstrucció de soldats romans del 70 aC en formació d'atac.

### Instrucció i entrenament
Durant quatre mesos els nous reclutes eren sotmesos a un entrenament implacable. En concloure aquest període els supervivents ja podien anomenar-se soldats, militis. Els que no podien resistir l'entrenament eren rebutjats.
Primer se'ls ensenyava a desfilar marcant el pas. Després se'ls portava de marxa, forçant-los al màxim fins que fossin capaços de recórrer 20 milles romanes, 30 km, en cinc hores. Després haurien de recórrer la mateixa distància carregats amb tot el seu equip, que incloïa armes i armadures, estris de cuina, estaques per a l'estacada, instruments per cavar i provisions per a diversos dies, ja que al final de cada marxa havien d'aixecar un campament amb terraplens i fossats de defensa.
L'entrenament continuava fins que eren capaços de recórrer 24 milles, 36 km, en cinc hores. Al principi els legionaris van utilitzar bèsties de càrrega i carros per transportar l'equip. Però el cèlebre general Gai Mari, impulsor de grans reformes en l'exèrcit, els va obligar a transportar personalment gairebé tota la impedimenta necessària per reduir la mida de les caravanes d'intendència (els anomenaven «les mules de Mari»). L'equip complet havia de pesar almenys 30 kg, i les armes i armadures més de 20 kg.
Els legionaris realitzaven marxes tres vegades al mes durant 25 anys. Aquest entrenament i capacitat de desplaçament va ser una de les causes per la qual l'exèrcit romà fos tan superior als altres exèrcits. Això era només part de la instrucció, ja que el programa d'entrenament també incloïa curses, salts, equitació i natació. Quan es considerava que es trobava en bona forma física començava la instrucció en el maneig de les armes.
Els reclutes aprenien a atacar una gruixuda estaca clavada a terra amb una pesant espasa de fusta i un escut de vímet que pesava el doble que un escut normal. Se'ls insistia que colpegessin de front, sense descriure arcs amb l'espasa, que poden evitar-se amb més facilitat. També se'ls entrenava en el llançament de pesants javelines de fusta contra les estaques.
Un cop superat aquest pas, se'ls considerava dignes d'empunyar armes autèntiques folrades de cuir per evitar accidents, que els semblarien lleugeríssims en comparació de les pesants armes de fusta.

### Efectius
Una legió estava formada per deu cohorts de 480 homes cadascuna, llevat que fos una cort d'assalt o invasió (formades per uns 20 o 30 homes), el que dona la xifra de 4.800 homes en total, això en teoria, ja que no sembla segur que les legions hagin estat amb els seus quadres complets, ni de bon tros.
Normalment cada centúria formava com un quadre de 10 x 8 homes. Com la segona centúria de cada manipul baixava per tancar el buit, la profunditat de la línia de combat de la legió era de 8 homes. Com que tres eren les línies que una legió podia presentar, el front de combat quedava estructurat com una successió de línies amb 8 homes de profunditat. Recordem que a Cannas els manípuls van formar amb la seva profunditat doblegada, és a dir, amb 16 homes, un experiment que va costar als romans 50.000 morts. Ja que el secret tàctic de la legió no era altre que la seva flexibilitat, la línia de combat amb 8 homes de profunditat era la més racional i la que millor s'adaptava a aquesta característica essencial. Però si calia reduir la profunditat, aquesta mateixa flexibilitat operava el miracle de permetre "aprimar" les línies.

## Marina romana

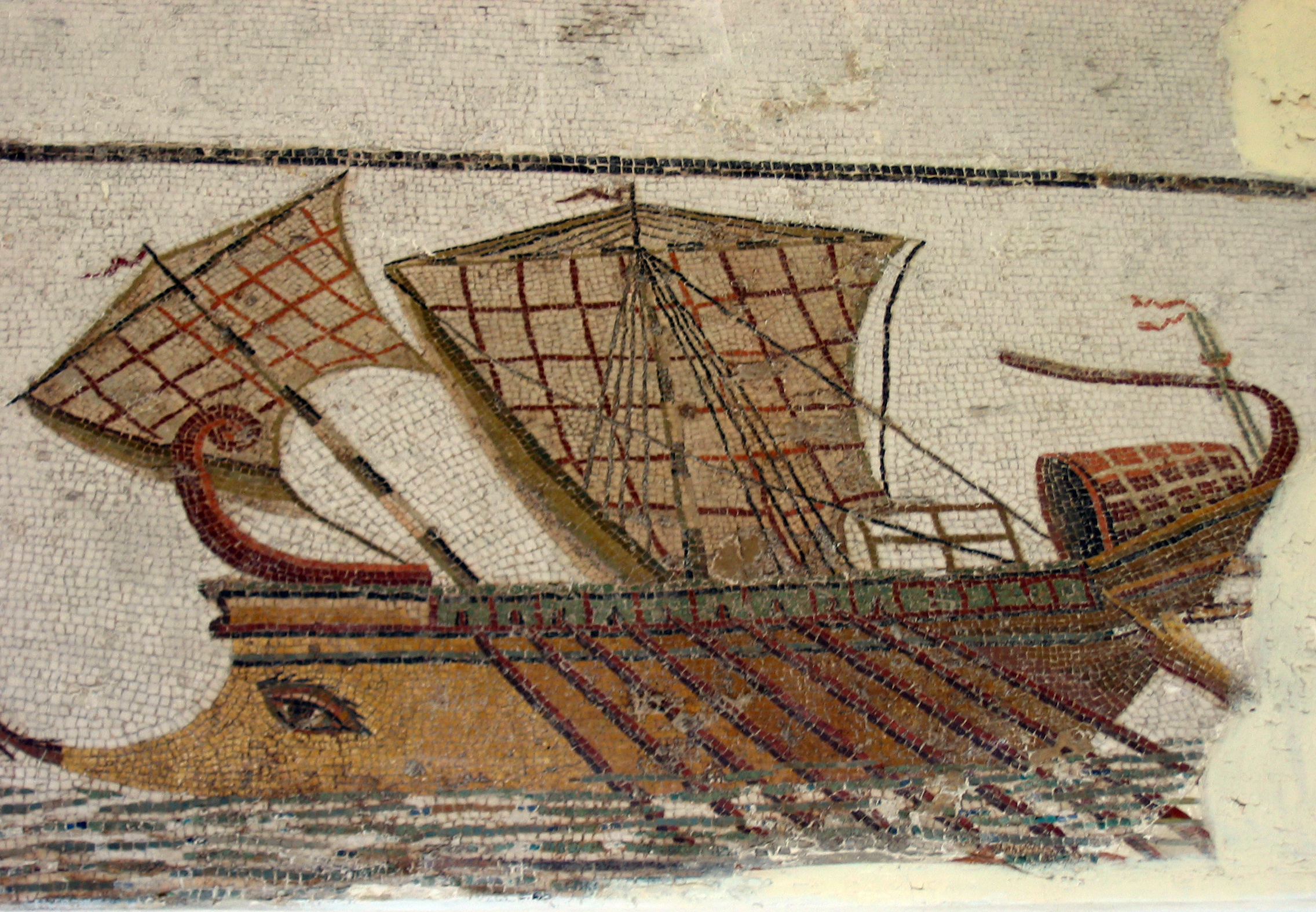
Trirrem romà representat en un mosaic.

La marina romana (en llatí classis, literalment estol) era la força naval de la Roma Antiga. Tot i tenir un paper decisiu en l'expansió romana per la Mediterrània, la marina romana mai no va tenir el prestigi de les legions romanes. Al llarg de la seva història els romans van ser un poble essencialment terrestre, i van deixar els temes nàutics en mans de pobles més familiaritzats amb ells, com els grecs i els egipcis, per construir vaixells. Parcialment a causa d'això, la marina mai va ser totalment abraçada per l'estat romà, i es considerava «no romana». En l'antiguitat, les marines i les flotes comercials no tenien l'autonomia logística de l'actualitat. A diferència de les forces navals modernes, la marina romana, fins i tot en el seu apogeu, no va existir de forma autònoma, sinó que va operar com un adjunt de l'exèrcit romà.
La marina romana es va crear en temps de la República Romana. L'any 311 aC es va instituir la figura dels almiralls (Duoviri navals) per dirigir la petita marina romana, formada per uns pocs vaixells (galeres sobretot), i pels contingents marítims de les ciutats aliades que posseïen marina (com Nàpols).
El 267 aC es van instituir els quatre qüestors de la marina (Classici quoestores), amb seus respectives en quatre ports: Ostia, Calis (a Campània), Ariminium (Rímini), i una altra seu de la qual el nom i situació no és conegut.
En el transcurs de la Primera Guerra Púnica la marina romana va ser estesa massivament i va tenir un paper vital en la victòria romana i en l'ascensió de la República Romana a l'hegemonia de la Mediterrània. Durant la primera meitat del segle ii aC Roma va destruir Cartago i subjugà els regnes hel·lenístics de l'est de la Mediterrània, aconseguint el domini complet de totes les ribes del mar interior, que ells van anomenar Mare Nostrum. Les flotes romanes van tornar a tenir un paper preponderant en el segle i aC en les guerres contra els pirates i en les guerres civils romanes que van provocar la caiguda de la República, les campanyes es van estendre al llarg de la Mediterrània. En el 31 aC la gran Batalla d'Àccium va posar fi a la Tercera guerra civil romana amb la victòria final d'August i l'establiment de l'Imperi Romà.
Durant el període imperial la Mediterrània va ser un pacífic «llac romà» per l'absència d'un rival marítim, i la marina romana va quedar reduïda al patrullatge i a tasques de transport.
No obstant això, en les fronteres de l'Imperi Romà, en les noves conquestes o, cada vegada més, en la defensa contra les invasions bàrbares, les flotes romanes van estar plenament implicades. El declivi de l'Imperi Romà al segle iii es va sentir en la marina romana, que va quedar reduïda a l'ombra de si mateixa, tant en grandària com en capacitat de combat. En les successives onades dels pobles bàrbars contra les fronteres de l'Imperi Romà la marina romana només va poder tenir un paper secundari. Al començament del segle v les fronteres de l'Imperi Romà van ser trencades i aviat van aparèixer regnes bàrbars a la vora de la Mediterrània occidental. Un d'ells, el dels vàndals, va crear una marina pròpia i va atacar les costes del Mediterrani, fins i tot va arribar a saquejar Roma, mentre les disminuïdes flotes romanes van ser incapaces d'oferir resistència. L'Imperi Romà d'Occident es va enfonsar al segle v i la posterior marina romana del durador Imperi Romà d'Orient és anomenada pels historiadors marina romana d'Orient.

## Cultura romana
La cultura romana va ser el resultat d'un important intercanvi entre civilitzacions diferents: la cultura grega i les cultures desenvolupades a Orient (Mesopotàmia i Egipte, sobretot) van contribuir a formar la cultura i l'art dels romans. Un dels vehicles que més va contribuir a la universalització de la cultura romana, que aviat va ser la de tot l'imperi, va ser l'ús del llatí com a llengua comuna de tots els pobles sotmesos a Roma. En els dos segles que van seguir la guerra d'August, l'imperi va aconseguir la seva major extensió i va realitzar una intensa tasca civilitzadora. La cultura romana ja no va quedar limitada a Roma i Itàlia, sinó que es va estendre fins a les més llunyanes províncies frontereres.
Es van destacar en la tecnologia, en els edictes dels pretors, en les disposicions del senat, de l'assemblea popular i dels emperadors i les opinions dels jurisconsults romans. Els principis fonamentals s'han incorporat a la legislació de tots els pobles civilitzats per Roma.

## Gastronomia

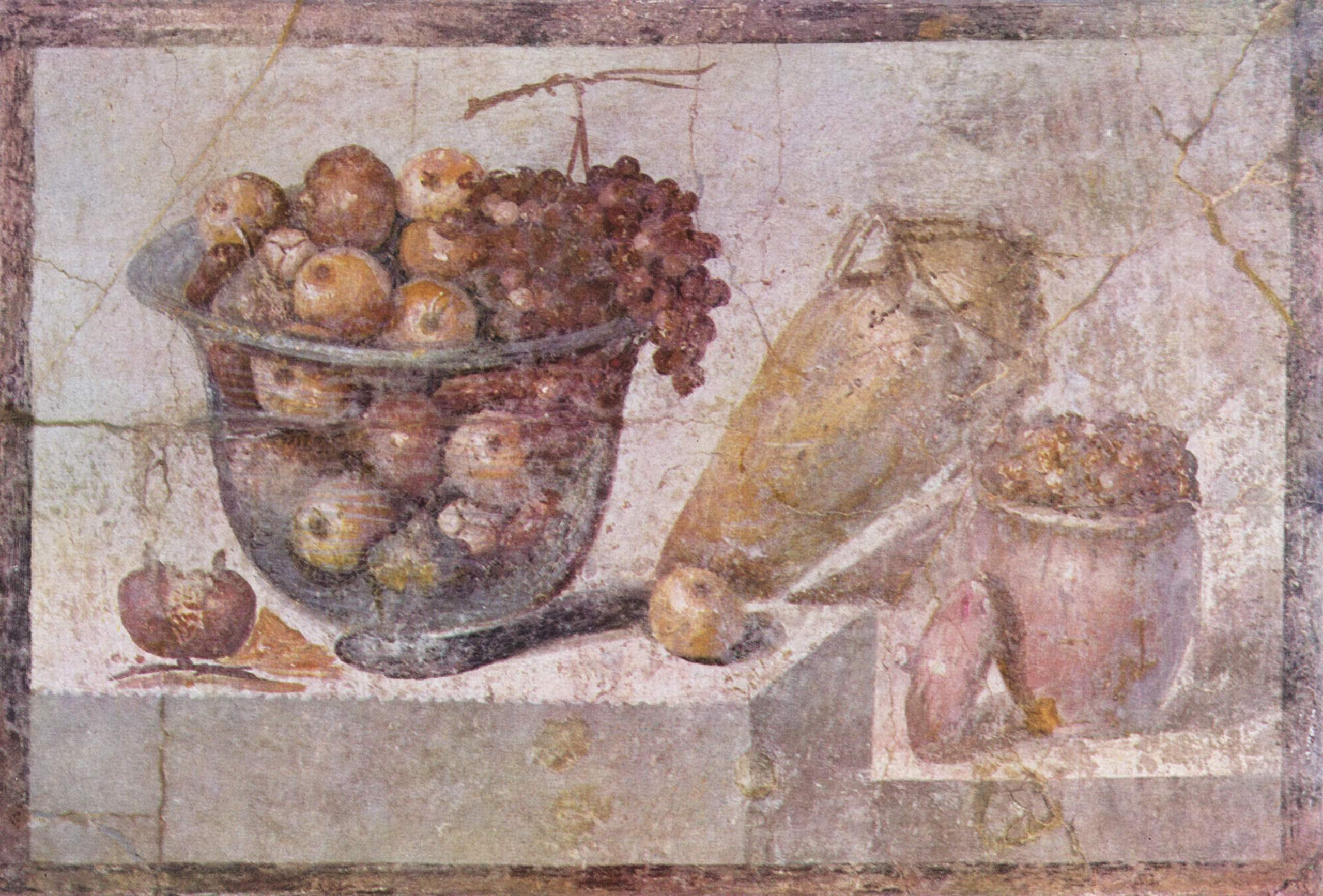
Pompeia, vers l'any 70 aC.

La gastronomia romana és la gastronomia pròpia de l'Imperi Romà a l'edat antiga. Com d'altres parts de la seva cultura, la gastronomia romana estava profundament influenciada pels costums grecs, així com pels canvis polítics durant els tretze segles que va durar i per l'enorme expansió de l'imperi. Així doncs, és prou complex resumir i dotar d'uniformitat la gastronomia de tota una civilització com la romana: no menjaven el mateix o de la mateixa manera un ciutadà d'Emèrita Augusta que un Alexandrí, però no deixa de ser cert que hi havia alguns trets comuns i/o majoritaris que donaven uniformitat a la gastronomia i als costums culinaris de tot l'imperi. Gràcies al llibre De re coquinaria d'Apicius coneixem detalls precisos d'aquesta gastronomia.
Tradicionalment els romans prenien un esmorzar al matí, un dinar lleuger al migdia i el sopar, l'àpat principal del dia, al capvespre. Cap al s. II aC aquest esquema va variar lleugerament en les classes més altes. Els patricis van augmentar la mida del sopar, i van avançar-ne l'hora. També van introduir un nou àpat a migdia, el prandium, més complet que l'anterior dinar. Els plebeus, però, van mantenir l'antic esquema, perquè s'adaptava millor al ritme laboral.
Un romà de classe alta començava el dia amb el ientaculum, un esmorzar complet. Menjaven pa untat amb all (encara tardarien desenes de segles a conèixer el tomàquet), ous, formatge, mel, llet, fruita seca i raïm. Després del ientaculum venien les hores dedicades a fer els encàrrecs, la vida pública. Cap a migdia arribava l'hora del prandium, en què es menjava, sobretot, les restes del sopar del dia anterior. Després del prandium es podien prendre uns banys o enllestir les darreres feines, ja que s'acostava l'hora de sopar. Solia començar entre les 3 i les 4 de la tarda, però sempre va ser difícil de predir quan podia acabar. Se servien uns aperitius tals com ous, amanides, verdures, olives, xampinyons, ostres, i d'altres mol·luscs. El sopar en si mateix consistia en dos o tres plats de peixos molt variats i carn de xai, cabrit, porc o senglar. Per postres tenien fruita seca. Els pobres s'alimentaven sobretot de vegetals, peix, formatge, fruita, fruits secs i oili d'oliva. Poques vegades menjaven carn.

## Medicina
La medicina a l'antiga Roma combinava diverses tècniques utilitzant diferents eines. Hi va haver una forta influència grega en la medicina romana, amb metges grecs incloent Dioscòrides Pedaci i Galè que treballaren i escrigueren sobre medicina a l'Imperi Romà, amb el coneixement de centenars d'herbes medicinals i altres.
L'antiga medicina romana antiga es divideix en especialitats com ara oftalmologia i urologia. Es duien a terme una gran varietat de procediments quirúrgics utilitzant molts instruments diferents, incloent fòrceps, bisturís i catèters.

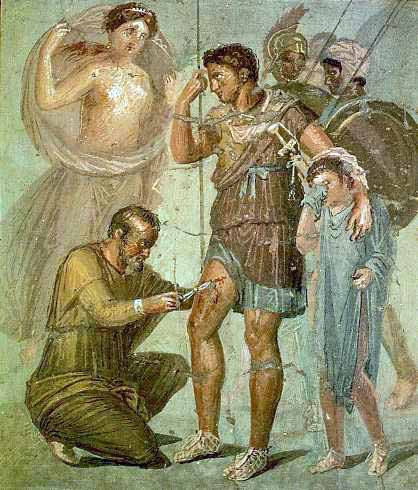
Soldat romà traient una fletxa de la cama d'un company de milícia amb un parell de pinces

L'Imperi Romà fou una combinació complexa i vigorosa dels elements culturals grecs i romans forjats al llarg de segles de guerra. Posteriorment, diversos autors llatins, en particular Cató i Plini cregueren en un tipus concret romà de curació basat en herbes, cants, oracions i encanteris de fàcil accés a qualsevol cap de família. No va ser sinó fins a l'establiment i desenvolupament de contactes militars i polítics amb Grècia que la medicina grega va fer la seva entrada a Itàlia. No obstant això, no va ser sinó fins a la introducció del déu sanador Asclepi el 291 aC i de l'arribada del metge grec Arcàgat el 219 aC que la medicina forana fou públicament acceptada.
Deixant de banda algunes de les implicacions més àmplies de la influència grega en la societat romana, l'efecte de la medicina grega, l'etnografia i la meteorologia fou particularment pertinent en dos camps: l'arquitectura i la cura de la salut. Això va ser particularment important des del punt de vista de l'exèrcit romà. Dins de l'àmbit dels militars romans, hi va haver molts avenços mèdics. Es va establir un corpus mèdic, es van fixar metges permanents, es va establir el valetudinarium (hospitals militars), i en temps de Cèsar, es van crear els primers vestigis de l'atenció sistemàtica dels ferits; també és important tenir en compte que la varietat i la naturalesa dels instruments quirúrgics descoberts en restes romanes indiquen un bon coneixement de la cirurgia.

## Banys públics

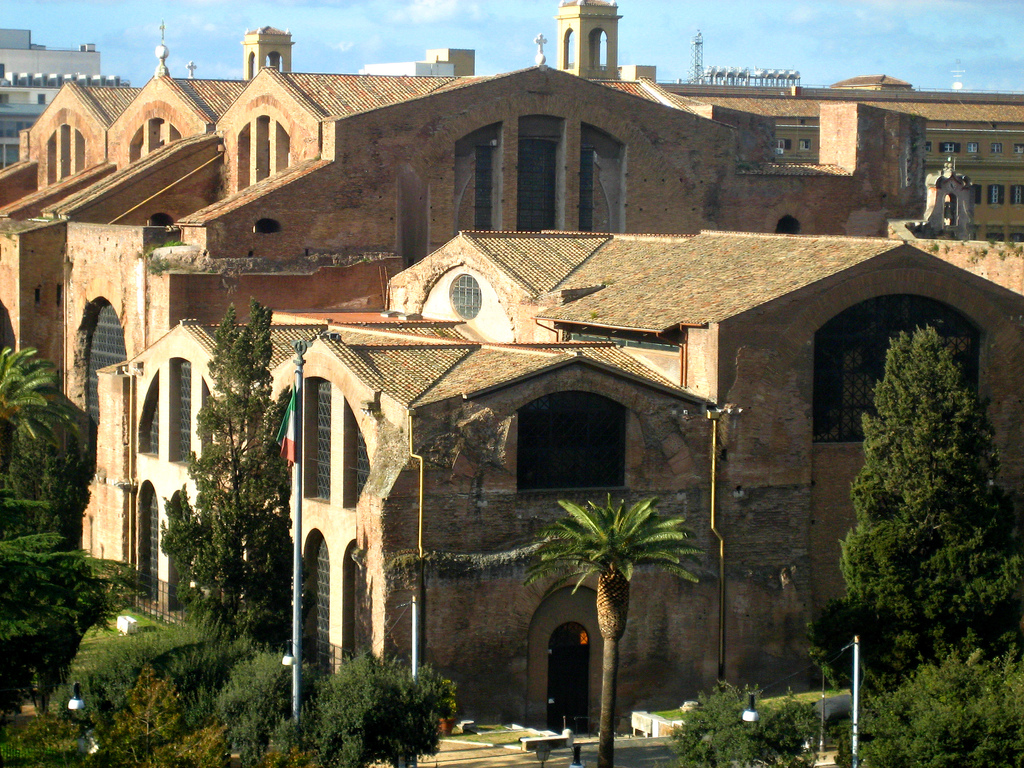
Les Termes de Dioclecià, a Roma

Els banys públics no servien només per a banyar-se, tenien serveis com biblioteques, zones esportives i galeries d'art. Les termes romanes (del llatí thermae) eren edificis públics amb prestacions que avui en diríem higienicosanitàries. Són els precursors de les modernes cases de banys, saunes i balnearis termals i representaven un dels principals llocs de trobada a l'antiga Roma, és a dir, constituïen un lloc d'oci i de sociabilització per a la societat romana, bàsicament, patrícia (patricii).
Juvenal (segles i i ii) es referia, en la seva cèlebre sentència Mens sana in corpore sano, a la salut tant intel·lectual com física, la preparació de la qual es duia a terme dins les termes: la higiene personal, l'exercici físic, etc.

## Vida social
Malgrat combatre's aïlladament, el luxe i el refinament van avançar durant l'imperi. L'Emperador dictava les modes i allò que adoptaven els líders suprems era secundat ràpidament pel poble, però la moda era efímera i acabava amb el canvi de sobirà. Alguns lliberts van arribar a una posició preeminent, gràcies al favor que els van dispensar alguns Emperadors, el fast i la riquesa desplegada per les classes altes romanes s'assemblava al desplegat a l'Orient. Els banquets van seguir creixent en luxe, i s'acompanyaven de recitals de poesia, balls, actuacions de mims, representacions teatrals, cors i actuacions musicals.
Les visites socials consumien part del temps dels romans: els natalicis, els condols, les visites als malalts, assistència a processos i altres actes públics, etc. Els subjectes que ocupaven tot el seu temps en aquests actes van arribar a constituir una verdadera casta a Roma (essent anomenats ardelliones) però no van proliferar a les altres ciutats. També va ser corrent la dedicació a captar una herència (els que ho intentaven no sempre ho aconseguien). Les reunions socials habituals (a places, termes, temples, biblioteques, tendes, barberies, etc.) no van minvar durant l'imperi. A la tarda era costum passejar per les avingudes plantades d'arbres, o en els pòrtics decorats amb estàtues.
Durant tota l'època imperial els viatges eren molt freqüents. Des de províncies s'acudia a Roma per assistir als jocs, o per altres activitats. També es visitaven totes les províncies de l'imperi. Contribuïen a això la facilitat per trobar carruatges o mitjans de transports, els bons camins, la freqüència de mansions o posades, i la pau general (els viatges podien suposar incomoditats però no eren excessivament perillosos). Motius dels viatges eren el comerç, la curiositat, la salut, les visites socials, els negocis, i altres. L'opinió popular s'expressava en les demostracions del públic en els espectacles, en cites dels actors, i en pasquins. Les notícies que circulaven eren sovint rumors fantasiosos o notícies certes però exagerades.

### Canvis de costums socials
Era costum besar-se cada dia (el que va ser prohibit per Tiberi, probablement sense gaire èxit). Estava molt estesa també el costum dels regals al començament de l'any i a vegades es feien quan ja passaven molts dies de les calendes de gener. Tiberi va limitar els regals a la primera secció (Calendes) de gener.
Les joves, quan es casaven, ho feien a una edat primerenca, i la seva educació domèstica continuava sent el coneixement del teixit i el filat. Les dones de classe alta acudien a classes de literatura, retòrica, dansa, i altres arts. Posseïen la plena administració dels seus béns i feien valer la seva autoritat. Durant l'època imperial van ser freqüents els escàndols de grans dames, amb divorcis i relliscades notables. La dona freqüentava els espectacles i els festins; practicaven esports i activitats artístiques.
Va seguir descendint la natalitat i el matrimoni i es va estendre l'homosexualisme. En acabar els negocis i abans del menjar principal, es procedia al bany quotidià a les termes, reunint-se amb aquesta finalitat centenars d'homes en les edificacions destinades a tal efecte.

### El vestuari

La toga era el vestuari dels ciutadans romans.

L'ús de la túnica sobre la toga es va generalitzar, i van sorgir diversos tipus de túnica (camisa de poca amplada amb mànegues curtes i sostinguda per un cenyidor, estant cosit el tancament de l'espatlla):
- La Laticlavae, menys ajustada i més llarga.
- La vesta o distincta o talaris, fins als peus.
- La Manicata, amb mànegues.
- La Fimbriata, amb mànegues i ornaments o franges.
- Les Picta i Palmata, segurament decorades amb vegetals.
- La Dalmatica, apareguda amb l'emperador Commode, que era ampla i fins a sota dels genolls i amb mànegues amples fins als canells. El seu ús es va fer general.
- La Paraganda, similar a l'anterior però sense mànegues.
- La Llitera o Túnica dels Camils, amb mànegues llargues i folgades i falda pronunciada.

Les matrones romanes tapaven la seva túnica amb un vestit que les cobria completament denominat stola, i un vestit anomenat palla, però progressivament van adoptar el vestit grec. Les dones del poble vestien la túnica i a sobre un mantell o un vestit anomenat Supparum. El lli va suplantar a la llana. Les robes interiors es feien de cotó o de seda.

## Festes romanes

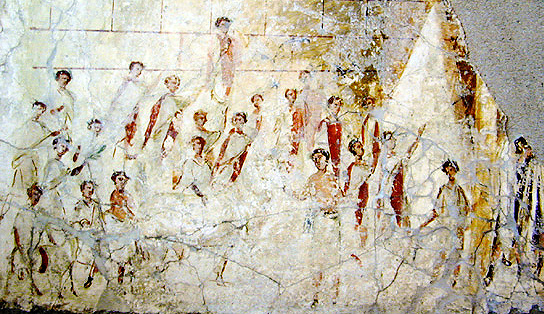
Pintura mural representant una colla d'homes vestits amb la toga pretexta i participant en el que sembla la festa de la Compitalia

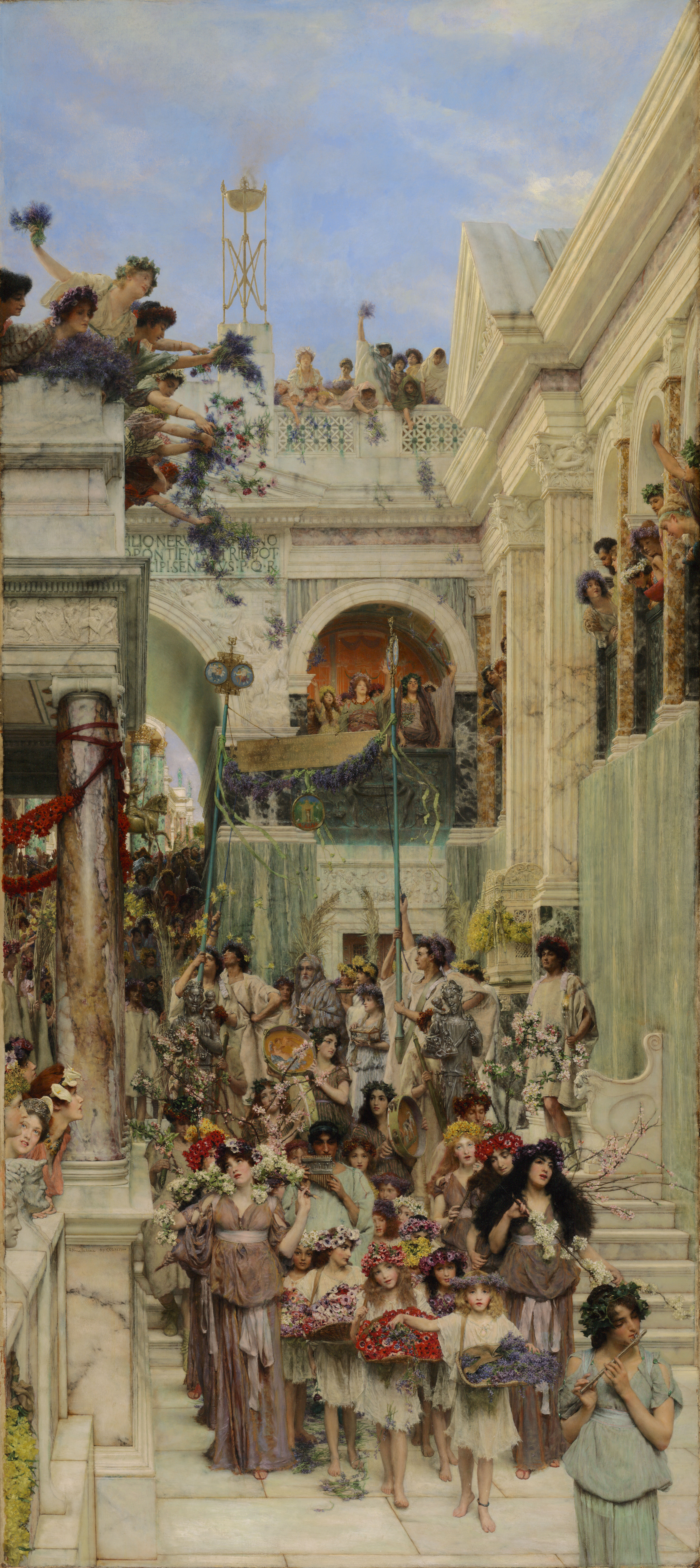
Representació de la Cereàlia, obra de Lawrence Alma-Tadema (1894)

A Roma se celebraven moltes i diverses festivitats. La majoria estaven dedicades a alguna divinitat, encara que l'objectiu d'algunes era també servir d'esbargiment a la població o celebrar una victòria.
Entre les més destacades estaven: la Lupercalia, la festa d'Hèrcules, la de Júpiter Capitolí. Altres festes importants eren: la Compitàlia, les festes en honor de Mart i la Vinalia. Durant l'època imperial les preferides pels romans eren les que incloïen jocs esportius anomenats ludi.

La principal font d'informació sobre aquest tema és un llibre d'Ovidi (43 aC- 17 aC) titulat "Fasti", que es podria traduir per "El calendari romà".

### Tipus de festes
Hi havia tres tipus de dies festius:
- Els Stativae, que eren dies prefixats al calendari i corresponien a festes de celebració annual.
- Els Conceptivae, que eren festes anuals sense dia fix (com passa amb la Pasqua del calendari cristià), la data de la celebració era anunciada pels sacerdots uns dies abans.
- Els Imperativae, eren celebracions especials, dies festius d'obligat compliment (del verb imperare, manar) designats pels governants per expiar un problema en concret amb els déus, o també, per a celebrar victòries.[10]

Entre les del primer tipus estava la Sementivae, també coneguda amb el nom de Pagnalia, perquè la celebraven els pagi coincidint amb l'inici de la sembra.
Entre les del segon tipus estaven:
La festa de Mart se celebrava de l'1 al 23 de març; la festa de la deessa Tellus o el de la deessa dels camps sembrats que era el 15 d'abril i es deia Fordicidia. El 19 d'abril eren les festes de Ceres Cerealia i el 21 d'abril era la festa de la Parilia, dedicada al déu dels ramats Pales.
Altres festes de data fixa eren les Vinalia (23 d'abril), Les Robigalia (25 d'abril), les Saturnalia (17 de desembre), les Compitalia.
Algunes festes sembla que hagin perviscut en el temps, com ara la Saturae, una festa de màscares semblant als actuals carnavals, en què es feia una desfilada amb música de flautes (tibia) o també podem trobar semblances entre l'actual festa de Nadal i la Saturnalia
Algunes festes estaven relacionades directament o indirecta amb els morts, per exemple l'anomenada festa dels Ragis.
Hi havia uns dies anomenats dies sacrificae, que no afectaven a la població en general sinó només als sacerdots, els quals havien de sacrificar als déus un animal en un lloc públic. Altres festes, com el Lectisternium, d'origen grec, implicaven oferir un abundant banquet.

## Teatre

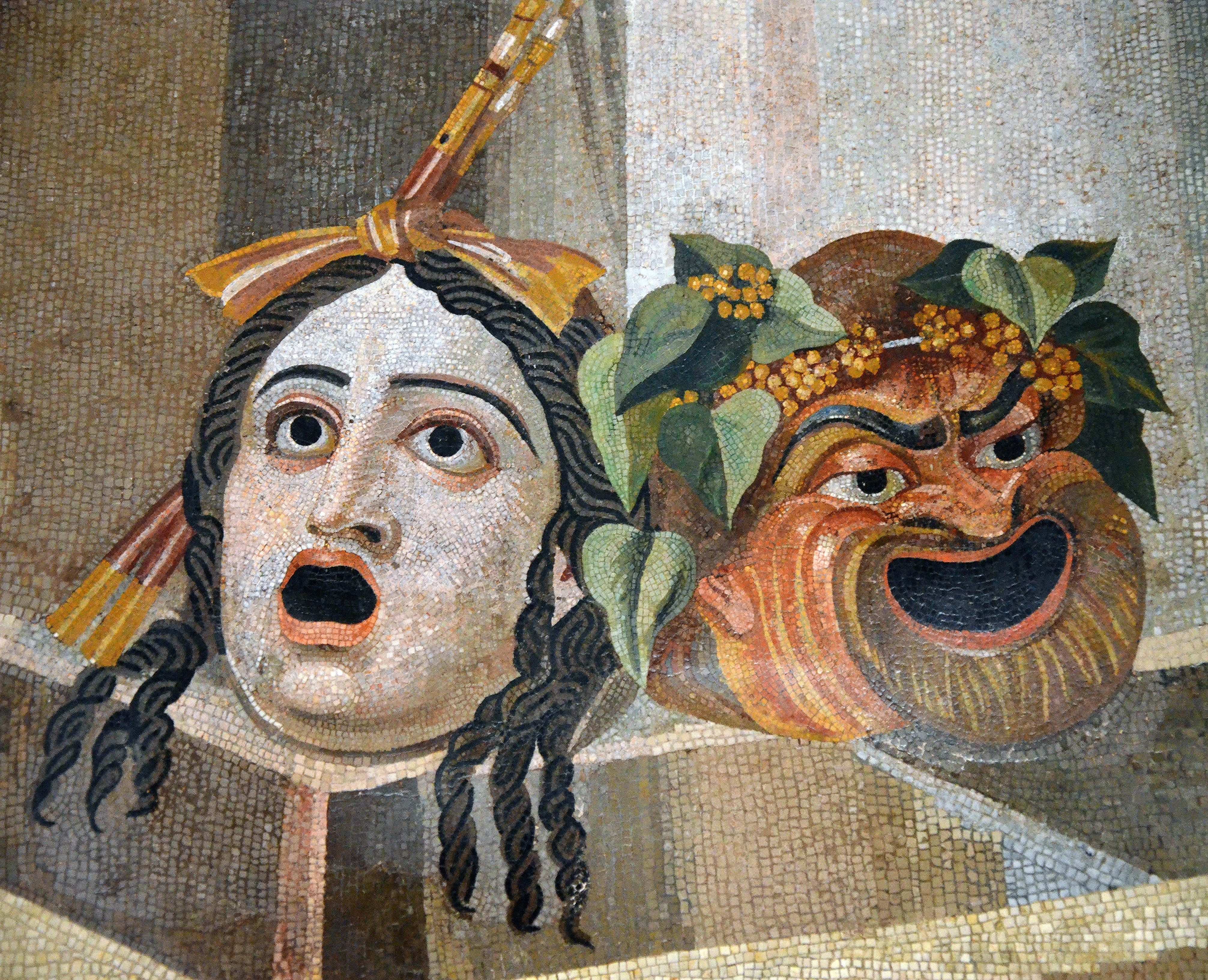
Mosaic romà del amb la representació de les màscares tràgica i còmica (Roma, Museus Capitolins)

El teatre llatí és el teatre que es feia a l'antiga Roma, incloent textos, música, escenografia, indumentària i costums, representat en llengua llatina. Alguns dramaturgs romans cèlebres van ser Plaute, Terenci i Sèneca, tot i que també destaquen, per exemple, Fabi Dossè, Luci Atti i Titini. Algunes obres són encara ben conegudes, com el Truculent, de Plaute, o nombroses tragèdies de Luci Atti, com Medea o Les troianes, algunes d'elles sobretot gràcies a nombroses adaptacions (de teatre, cinema, òpera, dansa, etc.) d'autors posteriors.
Al contrari dels grecs, pels romans la funció del teatre va passar de ser una forma de formació, filosofia o crítica social, a prendre-hi importància l'entreteniment i l'espectacle per si mateix. La comèdia era extremadament popular, però també es feien tragèdies i altres gèneres pel gust de gaudir d'altres emocions. Es van crear companyies de teatre professionals formades per grups d'actors que feien gires per diverses províncies.

## Gladiadors

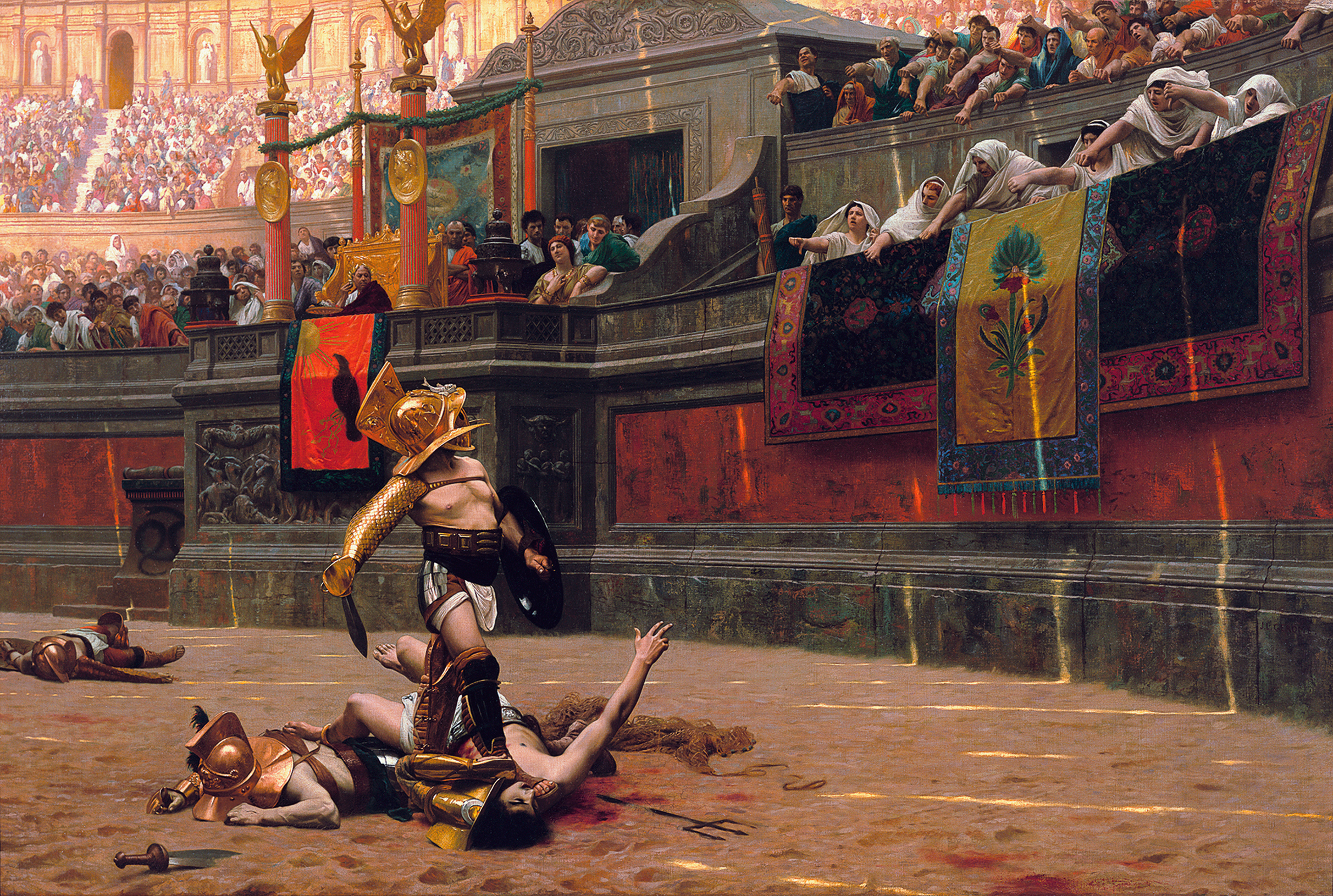
Pollice Verso de Jean-Léon Gérôme (1872). El títol d'aquesta pintura fa al·lusió al costum de girar el dit polze cap a baix quan el públic volia indicar que el vençut havia d'anar a l'inframon o regne dels morts.

Un gladiador (en llatí: gladiator) era el terme emprat per referir-se als lluitadors dels jocs públics de l'antiga Roma. Aquests espectacles es van originar com a ofrenes privades en honor d'un difunt en el dia del seu funeral (munus), però van acabar sent espectacles massius que podien consistir a lluitar contra altres gladiadors, o contra un animal (venatio). La teoria més acceptada sobre l'origen d'aquest mot és que deriva de la paraula gladius, l'espasa que feien servir.

## Curses de carros
Aquests espectacles es van introduir a Roma a través dels etruscs, els quals els van importar dels grecs. Tanmateix, els romans també van estar influenciats directament pels grecs, sobretot després de la conquesta del territori grec el 146 dC
Segons una llegenda romana, Ròmul va celebrar una cursa de cavalls just després de fundar Roma, el 753 aC, com a estratègia per distreure els sabins. Així, mentre els sabins es delectaven amb l'espectacle, Ròmul i els seus homes van agafar i van raptar les seves dones. Aquest fet es coneix comunament com el "Rapte de les sabines".
A l'antiga Roma, el lloc més important on se celebraven les curses de cavalls era el Circ Màxim, localitzat entre el turó Palatí i el turó Aventí, que podia albergar un públic de 250.000 persones. Aquest circ datava probablement de l'època etrusca, encara que al voltant de l'any 50 aC va ser reconstruït per Juli Cèsar tenint aproximadament una longitud de 600 m i una amplada de 225 m. Un dels extrems de la pista era més obert que l'altre, en aquest extrem és on els carros feien cua per començar la cursa. Els romans utilitzaven una sèrie de portes conegudes com a carceres, equivalents a les hysplex gregues. Igual que les hysplex, anaven esglaonades. Les carceres estaven aixecades a l'extrem angulós de la pista i els carros es posaven darrere de les portes, les quals s'obrien per un ressort. Quan els carros estaven preparats, l'emperador (o qualsevol que fos l'amfitrió, en cas de no celebrar-se a Roma) tirava un drap conegut amb el nom de mappa per indicar d'aquesta manera el començament de la competició. Les portes s'obririen ràpidament de manera que, en començar al mateix temps, la cursa fos més justa.

## Situació de la dona

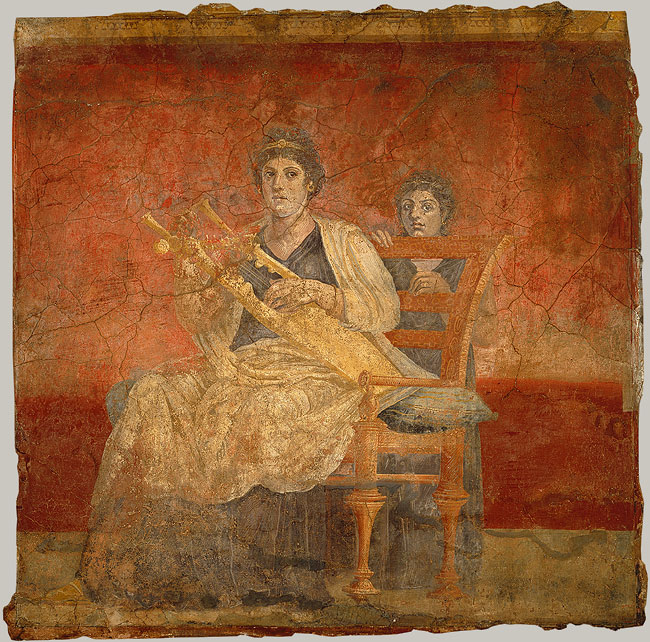
Dona romana tocant una cítara. Fresc del trobat a la Vila Boscoreale.

En les famílies riques, la dona havia de portar una vida d'obediència. El treball li era aliè, excepte el filar i teixir. Com a mestressa de casa havia de supervisar les tasques domèstiques, acomplertes pels esclaus. Per als romans, el crim més gran que podia cometre una dona era l'adulteri, considerat no només un crim de caràcter moral, sinó una traïció per als déus tutelars.
A diferència de l'home, la dona estava exempta del reclutament a l'exèrcit i de combatre en les campanyes militars.

## Homosexualitat

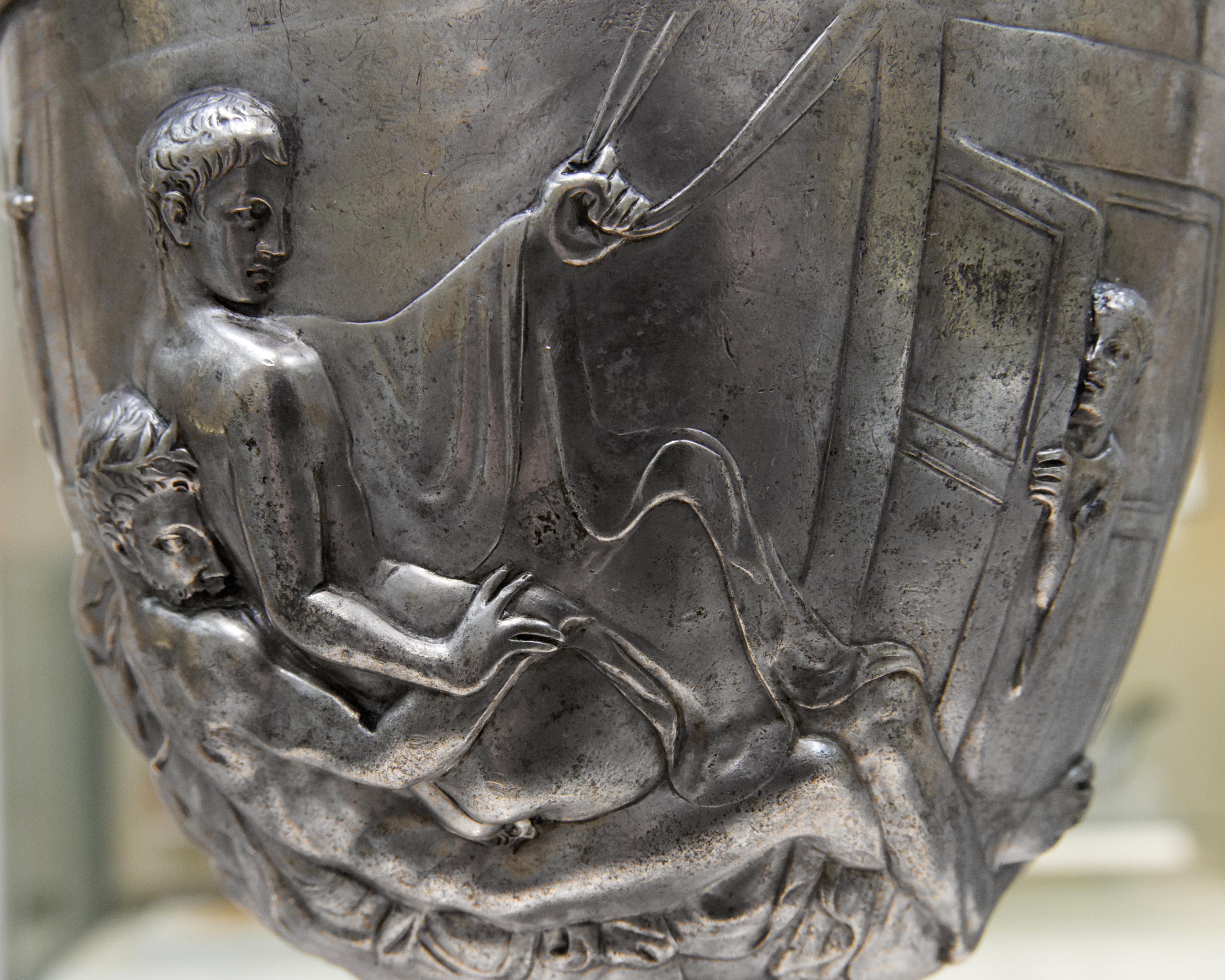
Detall de la copa Warren d'un jove sent penetrat per un home.

Les fonts històriques disponibles sobre la pràctica de l'homosexualitat a l'antiga Roma, les seves actituds i l'acceptació del fet són abundants. Hi ha obres literàries, poemes, grafits i comentaris sobre les predileccions de tota mena de personatges fins i tot d'emperadors solters i casats. No obstant això, les representacions gràfiques són més escasses que a la Grècia clàssica.
Les actituds cap a l'homosexualitat van anar canviant amb el temps, segons el context històric, oscil·lant des de la forta condemna fins a una considerablement àmplia acceptació. De fet, va ser considerada un costum cultural a certes províncies.
Tractant aquests comportaments, és fonamental recalcar que el terme homosexualitat és problemàtic i imprecís aplicat al món antic, ni tan sols hi havia una paraula traduïble com a tal en llatí ni en grec antic, amb el mateix significat que el modern concepte d'homosexualitat. La bisexualitat sembla que era la norma, però ja autors antics reconeixen que a l'antiga Roma hi havia homes que mantenien relacions sexuals exclusivament amb homes.

## Llengua
El llatí és una llengua indoeuropea de la branca itàlica, parlada antigament pels romans. A partir de l'evolució de la seva versió vulgar en sorgiren les llengües romàniques que sobreviuen avui dia.
Tot i que el llatí clàssic va desaparèixer com a llengua habitual de comunicació després de la caiguda de l'Imperi Romà, el llatí vulgar que es parlava als diversos territoris de l'Imperi va evolucionar cap a les llengües romàniques actuals. D'altra banda, el llatí clàssic es va mantenir com a llengua de cultura a Europa durant molts segles. La majoria de llengües europees, sobretot les romàniques i l'anglès, han manllevat molt de vocabulari directament del llatí clàssic, sobretot per termes d'ús tècnic. El llatí també s'utilitza en la classificació taxonòmica dels éssers vius.
El llatí també es va mantenir com a llengua de culte de l'Església Catòlica fins al Concili Vaticà Segon. Avui en dia, no hi ha parlants nadius del llatí, però, és l'idioma oficial de l'estat del Vaticà, i per això, no es pot considerar una llengua completament morta.

## Art romà

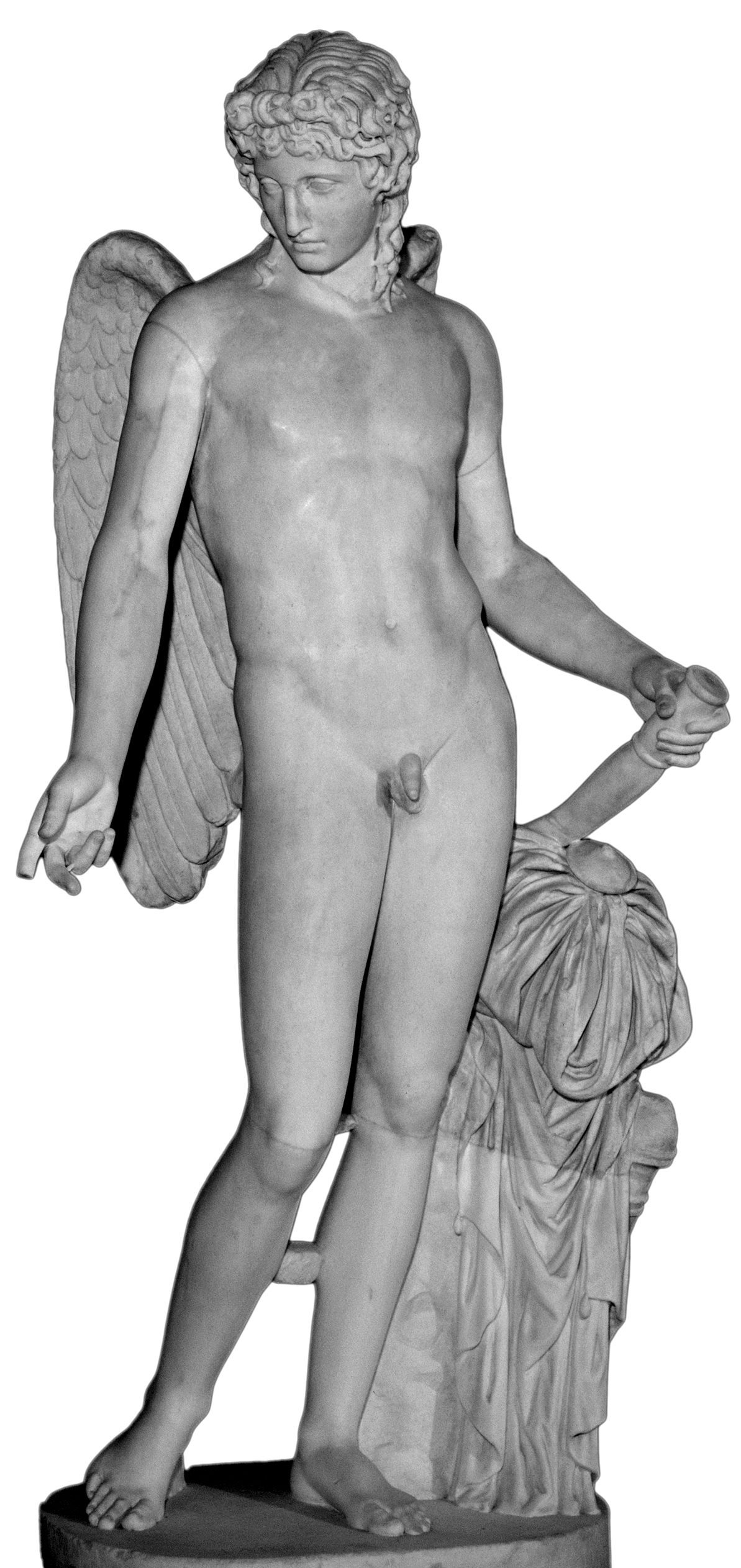
Eros de Centocelle, còpia romana d'un original grec tradicionalment atribuït a Praxíteles

Per art romà (sense adjectius ulteriors) s'entén l'art de l'Antiga Roma, des de la fundació fins a la caiguda de l'Imperi Romà d'Occident, sigui a la ciutat de Roma o en la resta d'Itàlia i en les províncies orientals i occidentals. L'art de la part oriental de l'imperi, després de la caiguda d'Occident, si bé està en continuïtat amb l'Imperi Romà, s'anomena art romà d'Orient.
Les formes artístiques autòctones en la fase de l'origen de roma i de la Primera República Romana són força elementals i poc refinades. Amb el contacte amb la civilització grega Roma tindrà progressivament n'apreciarà les formes mentre depreciarà socialment als artistes grecs davant dels conqueridors romans. Amb el pas dels segles l'art grec s'apreciarà més però no hi mancaran tendències autòctones anticlàssiques que seran un element de continuïtat amb l'art romànic posterior.

## Arquitectura romana
L'arquitectura romana és probablement el testimoni més significatiu de la civilització romana. Es caracteritza per la diversificació de les seves construccions i la grandiositat dels espais interiors. La seva solidesa ha permès que moltes d'elles perdurin fins avui en dia. L'organització de l'Imperi Romà va normalitzar les tècniques constructives de manera que es poden veure construccions molt semblants a milers de quilòmetres enllaçades, sovint, per les vies romanes.

## Religió romana
La mitologia romana representa el conjunt de déus i creences de procedència diversa que formaven el pensament religiós a l'Antiga Roma. Inicialment consistia en la creença en una sèrie de déus amb funcions específiques, i clergues associats, però sense les narracions llegendàries característiques de la mitologia grega. Més endavant, a la darrera part de la República, els romans escrigueren històries sobre els seus déus equivalents a la Titanomàquia grega.
En la Roma més primitiva, els habitants vivien en un món de déus. Davant la manca d'un altre tipus de creences, expressaven a través de l'explicació divina qualsevol tipus d'ideal. El poble mesclava les tradicions autòctones amb tradicions d'altres pobles, grecs, etruscs, sabins, i divinitzaven qualsevol element del seu entorn, fos de la natura o de la societat. Progressivament alguns d'aquests elements divinitzats (numina) esdevindrien els principals déus.
Els manes, esperits dels morts, o d'un mort en particular van ser dels primers déus romans. Aquests déus es confongueren amb els lars i penats, déus de les cases. Cada casa tenia un lar i els habitants d'una casa donaven culte als seus propis déus; quan una noia es casava havia de deixar de donar culte als déus de la casa dels seus pares i adoptar els de la casa del seu espòs.
També hi havia els déus dels camps i dels camins que protegien els camperols i els caminants. Protegien també els pobles i ciutats, els districtes, i les viae. Els retien culte en les cruïlles dels camins amb una festa anual.
Els més venerats eren Júpiter, Minerva i Juno. En honor d'ells construïen temples i oferien sacrificis d'animals. L'emperador era adorat com un déu i a tot l'Imperi es practicava el culte imperial.
Els romans també veneraven, a casa, els déus protectors de la llar i de la família: a cada casa hi havia un altar dedicat a aquests déus. A més, els romans eren molt supersticiosos i, abans de prendre una decisió, consultaven la voluntat dels déus, expressada per mitjà dels oracles.

### Principals divinitats
Algunes de les divinitats de la Roma arcaica eren:
- Júpiter o Jovis, déu principal del cel resplendent
- Juno, esposa de Júpiter i deessa del naixement i de la prole
- Mart, déu de la guerra
- Janus, déu de l'accés a la casa
- Vesta, deessa de la llar
- Silvà, déu dels boscos i dels ramats
- Penats, déus del rebost
- Lars, déus protectors de la família i de la casa.
- Hèrcules Itàlic, déu de l'alqueria cultivada en pau, més tard déu de la bona fe
- Vertumne, déu de l'any i les seves estacions
- Saturn, déu de la sementera
- Ops (déu dels camps)
- Flora, deessa de les flors
- Bel·lona, deessa de la guerra
- Terminus, déu dels límits
- Juventus, déu de la joventut
- Salus, deessa de la salut
- Fides, deessa de la fi
- Concòrdia, deessa de la concòrdia
- Fors, deessa de la fortuna
- Camenes, nimfes de les fonts
- Dea o Ceres, deessa de la fecunditat.

#### Les festes religioses

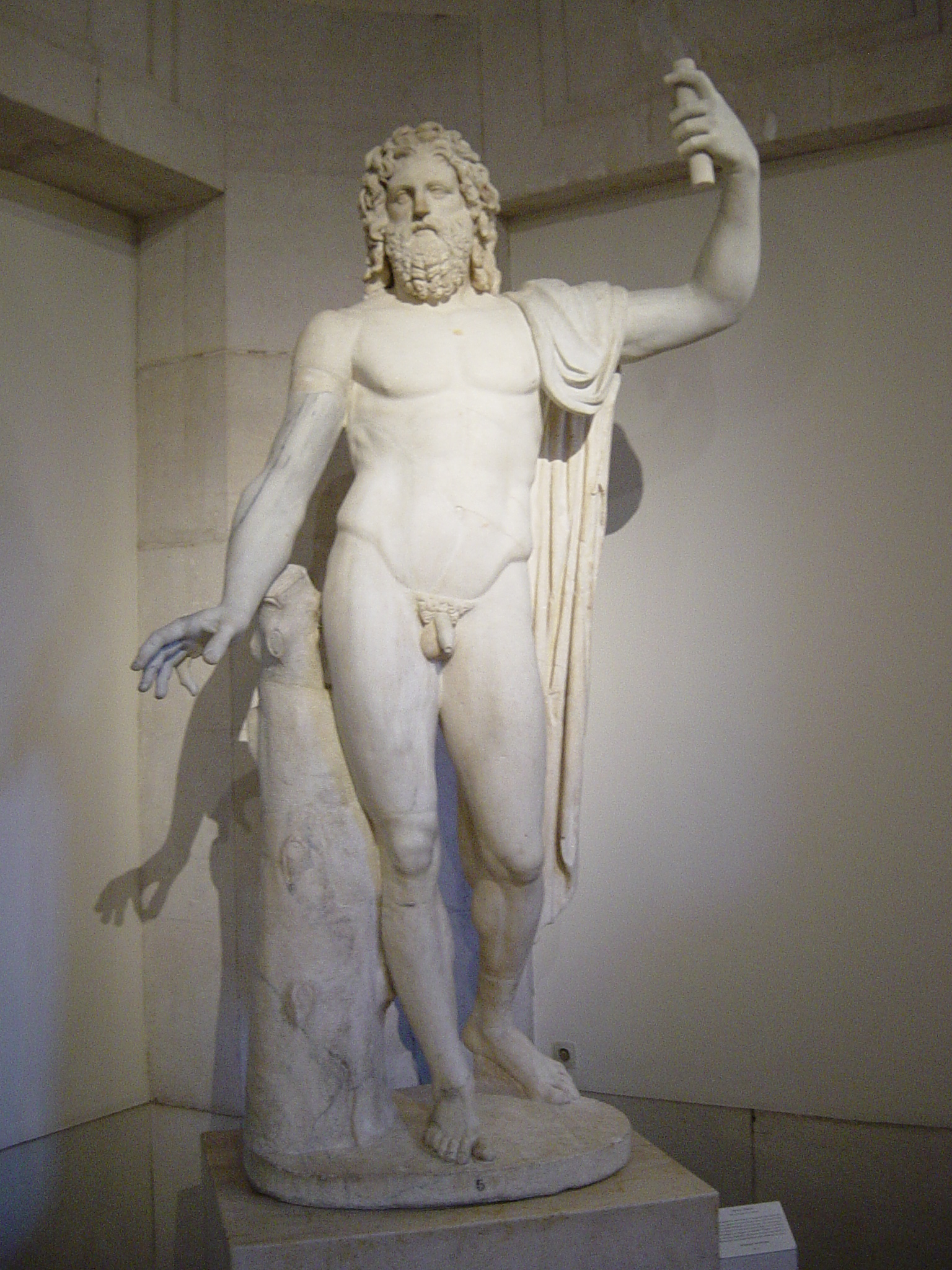
Estàtua de Júpiter (Museo del Prado, Madrid)

El calendari religiós romà reflectia l'hospitalitat de Roma davant dels cultes i divinitats dels territoris conquerits. Originalment eren poques les festivitats religioses romanes. Algunes de les més antigues varen sobreviure fins a la fi de l'imperi pagà, preservant la memòria de la fertilitat i els ritus propiciatoris d'un primitiu poble agrícola. Malgrat això, es van introduir noves festes que van assenyalar l'assimilació dels nous déus. Van arribar a incorporar-se tantes festes que els dies festius eren més nombrosos que els feiners.
Existien diverses organitzacions religioses per cada divinitat, amb els seus corresponents sacerdots. Amb el pas dels anys nous déus s'uneixen al culte romà. Entre les festes religioses romanes més importants figuraven les Saturnals, les Lupercals, les Equirria i els Jocs Seculars.
Es va popularitzar extraordinàriament el culte als Genius (força divina engendradora d'abundància, alegria i prosperitat), car s'adaptava a les diverses col·lectivitats i va ser una manera de culte als Emperadors. Havia genis propis per les ciutats, colònies, municipis, gremis, classes, comunitats, pobles, aldees, castes (esclaus, lliberts), oficis i professions, i fins a de carrers, places, fonts, portes, etc. Al principi de cada menjar es feien libacions pel Genius de l'emperador, i va transcendir a nivells populars el jurament pel genius de l'emperador o per la divinitat (Numen). En aquesta època els emperadors es van convertir en déus, i fins i tot en parents de déus
Durant les Festes dels jocs seculars es realitzaven tant espectacles atlètics com sacrificis. La tradició deia que s'havien de celebrar un cop cada saeculum (segle), per assenyalar el començament d'un de nou, però en realitat se'n feien més.

#### Rituals funeraris
Els romans varen practicar, indistintament, durant tota la seva història, dos rituals d'enterrament, o rituals funeraris: la inhumació o la incineració. Els mites grecs que presentaven Hades (conegut també per Plutó) com el déu que exercia el poder sobre els morts al món subterrani eren coneguts pels romans, però només tardanament foren assumits per un petit sector de l'oligarquia.
Els primitius déus manes es mantingueren fins a la consolidació del cristianisme com els déus d'ultratomba. Els manes eren les ànimes dels difunts. El temor als déus manes es traduïa en la dedicació d'ofrenes anuals de flors, llet, vi i mel en les festes Parentalia del 21 de febrer.
Rituals semblants tenien ocasió durant el Novenarium que seguia tots els enterraments. Existia la creença que els dies de mitjan mes de maig era un temps en què els fantasmes dels morts es trobaven especialment insatisfets. El pare de família, les nits del 9, 11 i 13 de maig, havia de recórrer la casa pronunciant conjurs per foragitar-los. El lloc on hi havia dipositat un cadàver era propietat dels déus Manes i tenia caràcter religiós.

#### Temples i santuaris

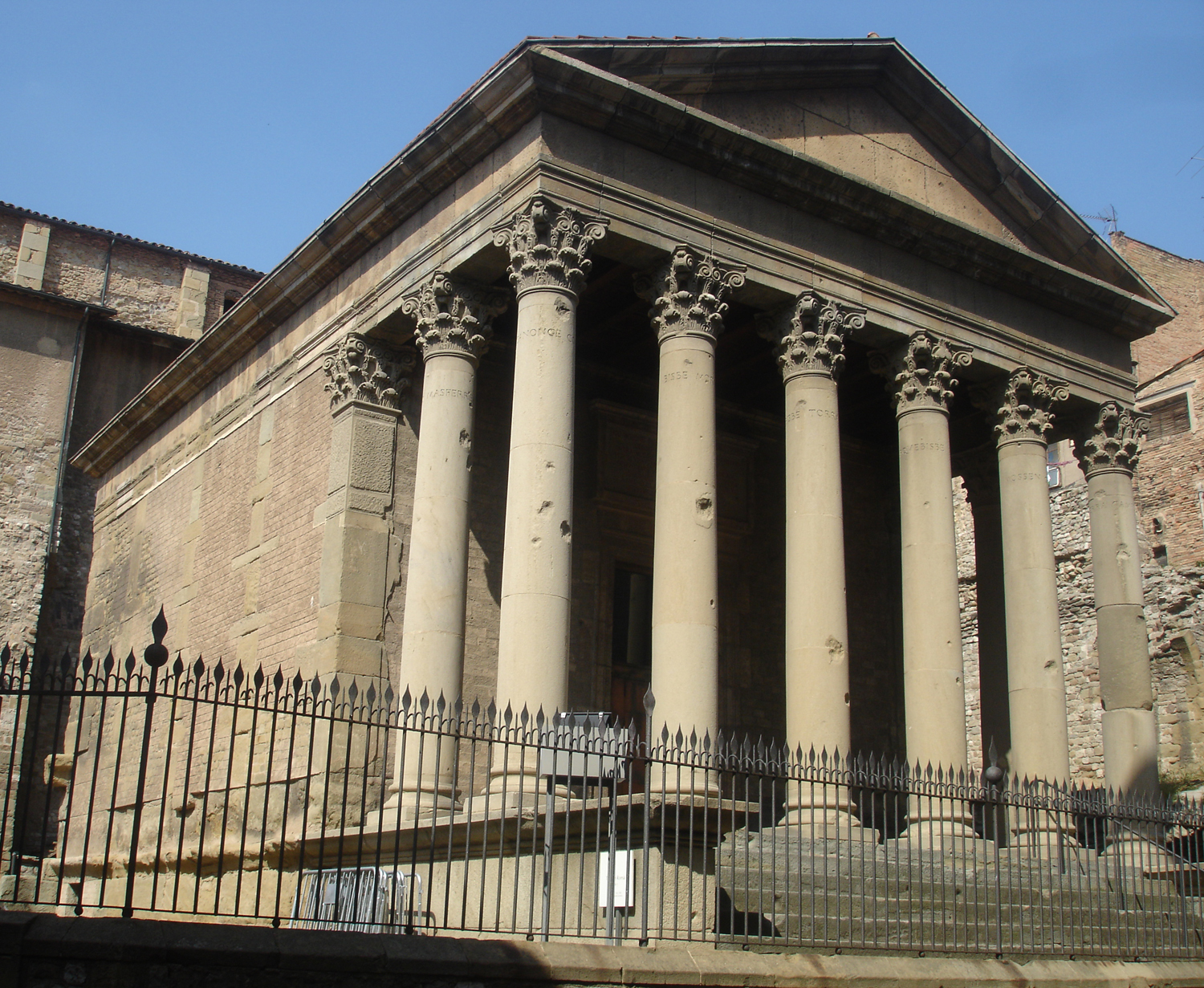
Temple romà de Vic (Osona)

El temple romà és la morada inviolable del déu al qual està consagrat. Només els sacerdots tenen accés al santuari. L'altar, on s'ofereixen els sacrificis, està sempre davant de l'entrada. A l'interior només hi ha l'estàtua del déu, al voltant de la qual els sacerdots dipositen les ofrenes dels devots. Generalment només tenen columnes a la façana davantera i són de planta rectangular. El temple més important era el de la triada capitolina (Júpiter, Juno, Minerva) al Capitoli. Tenia un magnífic pòrtic amb tres fileres de sis columnes cadascuna. L'única estàtua humana que el Senat permeté posar al Capitoli fou la d'Escipió l'Africà.
En època d'August en endavant, l'ordre corinti serà l'únic utilitzat per sustentar, mentre que el jònic i el dòric només per decorar.
Els oracles, d'origen oriental, van ser populars a Roma. Al principi de l'Imperi estava en decadència l'oracle de Ammon a Egipte, gaudint de més predicament els oracles de les Sibil·les de Roma. August va ordenar la confiscació dels llibres Sibil·lins, molts dels quals eren còpies partidistes que interpretaven els oracles a favor d'una tendència determinada. Amb major o menor acceptació van persistir durant tot l'imperi. Amb l'emperador Vitel·li van ser expulsats d'Itàlia, però no cal dubtar que van tornar o no van arribar a sortir.

### Les religions orientals
La superficialitat del culte, que no cobria els desitjos populars de devoció, purificació, expiació, unió a la divinitat i misticisme en general, va motivar un espectacular creixement de les religions orientals: Judaisme, creences egípcies (Isis i Osiris sobretot), les creences de l'Àsia Menor com Cíbele, Bel·lona i Atis (el déu pastor de Frígia que simbolitza la mort i la resurrecció) i el culte a Mitra (d'origen persa, déu de la veritat i de l'amistat, assimilat després al Sol).

### Cristianisme a l'Imperi Romà
Les principals característiques del cristianisme en els seus temps primitius són la seva ferma creença en el monoteisme, la igualtat entre els homes i la ferma negació de qualsevol altre déu. En aquest context és fàcil entendre que els successius emperadors romans, per tal d'eliminar aquesta amenaça a la unitat religiosa de l'Imperi basada en el culte a l'emperador i en el respecte a les religions dels pobles conquerits, van decretar ferotges persecucions als cristians mitjançant diversos mètodes: prohibició de la conversió al cristianisme (Septimí Sever), dirigir-se contra els seus líders o persecucions generals (Deci i altres). Tanmateix, el cristianisme es va estendre ràpidament a causa que es desautoritzava el servei a l'exèrcit, factor clau en la potència militar de molts exèrcits, predicava la pau i no permetia el combat, i això atreia moltes capes de la població donades les nombroses guerres civils que va haver-hi a partir del segle iii.
Amb l'ascens al poder de Constantí, per tal de tornar a compondre la unitat religiosa de l'imperi, el cristianisme es va convertir en la religió oficial i va portar com a conseqüències que les lluites de gladiadors van ser abolides per Constantí, i els condemnats ja no eren llançats a les feres sinó obligats a treballar en les mines de l'Estat, amb el qual s'obtenia mà d'obra barata. Altres lleis de Constantí van restringir el divorci i van castigar molt severament el rapte, va protegir els pupils tutelats, va estendre el dret d'herència matern i l'ús dels codicils, va establir penes pels que provoquessin litigis sense fonament i va introduir en els plets el jurament dels testimonis. Les penes de crucifixió i de marcatge del front van ser suprimides. Va prohibir l'embargament d'animals o eines de conreu per deutes fiscals, cosa que va contribuir al desenvolupament agrícola i va dispensar els pagesos dels serveis personals en temps de recollida de les collites cosa que va permetre augmentar la mida de les collites cada any.

## Províncies romanes
- Tot territori annexionat es convertia en província i era confiat a un pretor o un promagistrat.
- Sicília (227 aC).
- Còrsega - Sardenya (227 aC).
- Àfrica: Àfrica Vetus o Àfrica Proconsular (146 aC). Àfrica Nova (46 aC).
- Hispània: (Citerior i Ulterior) (197 aC).
- Gàl·lia: (Gàl·lia Narbonense (120 aC) i Comata (50 aC).
- Grècia: (Macedònia (148 aC) i Il·líria (60 aC).
- Àsia: (Àsia (129 aC), Cilícia (101 aC), Bitínia (74 aC), Pont (63 aC), Síria (63), Xipre (58 aC).
- Cirenaica - (74 aC).
- Egipte - (30 aC).